# 1974
| [ Edytuj tabelę ]                                                | |
| Przewodniczący Rady Państwa                                      | - 1972 Henryk Jabłoński 1985 |
| Premier Polski                                                   | - 1970 Piotr Jaroszewicz 1980 |
| Prezydent Polski na uchodźstwie                                  | - 1972 Stanisław Ostrowski 1979 |
| Premier rządu RP na uchodźstwie                                  | - 1972 Alfred Urbański 1976 |
| I sekretarz KC PZPR                                              | - 1970 Edward Gierek 1980 |
| Prezydent Afganistanu                                            | - 1973 Mohammad Daud Chan 1978 |
| Przywódca Albanii                                                | - 1944 Enver Hoxha 1985 |
| Premier Albanii                                                  | - 1954 Mehmet Shehu 1981 |
| Prezydent Algierii                                               | - 1965 Huari Bumedien 1978 |
| Premier Algierii                                                 | - 1963 urząd zniesiony 1979 |
| Współksiążęta Andory                                             | - 1971 Joan Martí i Alanís 2003 - 1969 Georges Pompidou 1974 - 1974 Alain Poher (p.o.) 1974 - 1974 Valéry Giscard d’Estaing 1981                         |
| Król Arabii Saudyjskiej                                          | - 1964 Fajsal ibn Abd al-Aziz Al Su’ud 1975 |
| Prezydent Argentyny                                              | - 1973 gen. Juan Perón 1974 - 1974 Isabel Perón 1975 |
| Premier Australii                                                | - 1972 Gough Whitlam 1975 |
| Prezydent Austrii                                                | - 1965 Franz Jonas 1974 - 1974 Bruno Kreisky (p.o) 1974 - 1974 Rudolf Kirchschläger 1986                                                                 |
| Kanclerz Austrii                                                 | - 1970 Bruno Kreisky 1983 |
| Premier Bahamów                                                  | - 1973 Lynden Pindling 1992 |
| Emir Bahrajnu                                                    | - 1971 Isa ibn Salman Al Chalifa 1999 |
| Premier Bahrajnu                                                 | - 1970 Chalifa ibn Salman Al Chalifa 2020 |
| Prezydent Bangladeszu                                            | - 1973 Mohammad Mohamadullah 1975 |
| Premier Bangladeszu                                              | - 1972 Sheikh Mujibur Rahman 1975 |
| Premier Barbadosu                                                | - 1966 Errol Barrow 1976 |
| Prezydent Birmy                                                  | - 1974 Ne Win 1981 |
| Przewodniczący Zjednoczonej Rady Rewolucyjnej Birmy              | - 1962 Ne Win 1974 |
| Premier Birmy                                                    | - 1962 Ne Win 1974 - 1974 Sein Lwin 1977 |
| Król Belgów                                                      | - 1951 Baudouin 1993 |
| Premier Belgii                                                   | - 1973 Edmond Leburton 1974 - 1974 Leo Tindemans 1978 |
| Prezydent Beninu                                                 | - 1972 Mathieu Kérékou 1991 |
| Król Bhutanu                                                     | - 1972 Jigme Singye Wangchuck 2006 |
| Premier Bhutanu                                                  | - 1964 urząd zniesiony 1998 |
| Prezydent Boliwii                                                | - 1971 Hugo Banzer Suárez 1978 |
| Prezydent Botswany                                               | - 1966 Seretse Khama 1980 |
| Prezydent Brazylii                                               | - 1969 Emílio Garrastazu Médici 1974 - 1974 Ernesto Geisel 1979                                                                                          |
| Sułtan Brunei                                                    | - 1967 Hassanal Bolkiah |
| Przywódca Bułgarii                                               | - 1954 Todor Żiwkow 1989 |
| Premier Bułgarii                                                 | - 1971 Stanko Todorow 1981 |
| Prezydent Burundi                                                | - 1966 Michel Micombero 1976 |
| Premier Burundi                                                  | - 1973 urząd zniesiony 1976 |
| Prezydent Chile                                                  | - 1973 Augusto Pinochet 1990 |
| Przewodniczący ChRL                                              | - 1968 Dong Biwu 1975 |
| Premier Chin                                                     | - 1949 Zhou Enlai 1976 |
| Prezydent Cypru                                                  | - 1960 Michail Muskos 1974 - 1974 Glafkos Kliridis (p.o.) 1974 - 1974 Michail Muskos 1977                                                                |
| Prezydent Czadu                                                  | - 1960 François Tombalbaye 1975 |
| Premier Czadu                                                    | - 1960 urząd zniesiony 1978 |
| Prezydent Czechosłowacji                                         | - 1968 Ludvík Svoboda 1975 |
| Premier Czechosłowacji                                           | - 1970 Lubomír Štrougal 1988 |
| Król Danii                                                       | - 1972 Małgorzata II 2024 |
| Premier Danii                                                    | - 1973 Poul Hartling 1975 |
| Dalajlama                                                        | - 1940 Tenzin Gjaco |
| Prezydent Dominikany                                             | - 1966 Joaquín Balaguer 1978 |
| Prezydent Egiptu                                                 | - 1970 Anwar as-Sadat 1981 |
| Premier Egiptu                                                   | - 1973 Anwar as-Sadat 1974 - 1974 Abd al-Aziz Hidżazi 1975                                                                                               |
| Prezydent Ekwadoru                                               | - 1972 Guillermo Rodríguez 1976 |
| Cesarz Etiopii                                                   | - 1941 Hajle Syllasje 1974 - 1974 Asfa Uesen 1975 |
| Przewodniczący Wojskowej Rady Administracyjnej Etiopii           | - 1974 Aman Mikael Andom 1974 - 1974 Tesfaye Gebre Kidan (p.o.) 1974 - 1974 Teferi Benti 1977                                                            |
| Premier Etiopii                                                  | - 1961 Aklilu Habte-Ueld 1974 - 1974 Yndalkaczeu Mekonnyn 1974 - 1974 Mikael Ymru 1974                                                                   |
| Przew. Komisji Europejskiej                                      | - 1973 François-Xavier Ortoli (Francja) 1976 |
| Premier Fidżi                                                    | - 1970 Kamisese Mara 1987 |
| Prezydent Filipin                                                | - 1965 Ferdinand Marcos 1986 |
| Prezydent Finlandii                                              | - 1956 Urho Kekkonen 1981 |
| Premier Finlandii                                                | - 1972 Kalevi Sorsa 1975 |
| Prezydent Francji                                                | - 1969 Georges Pompidou 1974 - 1974 Valéry Giscard d’Estaing 1981                                                                                        |
| Premier Francji                                                  | - 1972 Pierre Messmer 1974 - 1974 Jacques Chirac 1976 |
| Prezydent Gabonu                                                 | - 1967 Omar Bongo 2009 |
| Premier Gabonu                                                   | - 1961 urząd zniesiony 1975 |
| Prezydent Gambii                                                 | - 1970 Dawda Kairaba Jawara 1994 |
| Prezydent Ghany                                                  | - 1972 Ignatius Kutu Acheampong 1978 |
| Prezydent Górnej Wolty                                           | - 1966 Sangoulé Lamizana 1980 |
| Król Grecji                                                      | - 1974 Konstantyn II 1974 |
| Prezydent Grecji                                                 | - 1973 Fedon Gizikis 1974 - 1974 Michail Stasinopulos 1975                                                                                               |
| Premier Grecji                                                   | - 1973 Adamandios Andrutsopulos 1974 - 1974 Konstandinos Karamanlis 1980                                                                                 |
| Premier Grenady                                                  | - 1974 Eric Gairy 1979 |
| Prezydent Gujany                                                 | - 1970 Arthur Chung 1980 |
| Premier Gujany                                                   | - 1964 Forbes Burnham 1980 |
| Prezydent Gwatemali                                              | - 1970 Carlos Manuel Arana Osorio 1974 - 1974 Kjell Eugenio Laugerud García 1978                                                                         |
| Prezydent Gwinei                                                 | - 1958 Ahmed Sekou Touré 1984 |
| Premier Gwinei                                                   | - 1972 Louis Lansana Beavogui 1984 |
| Prezydent Gwinei Bissau                                          | - 1973 Luís Cabral 1980 |
| Premier Gwinei Bissau                                            | - 1973 Francisco Mendes 1978 |
| Prezydent Gwinei Równikowej                                      | - 1968 Francisco Macías Nguema 1979 |
| Prezydent Haiti                                                  | - 1971 Jean-Claude Duvalier 1986 |
| Regent Hiszpanii                                                 | - 1947 Francisco Franco 1975 |
| Premier Hiszpanii                                                | - 1973 Carlos Arias Navarro 1976 |
| Król Holandii                                                    | - 1948 Juliana 1980 |
| Premier Holandii                                                 | - 1973 Joop den Uyl 1977 |
| Prezydent Hondurasu                                              | - 1972 Oswaldo López Arellano (p.o.) 1975 |
| Szach Iranu                                                      | - 1941 Mohammad Reza Pahlawi 1979 |
| Premier Iranu                                                    | - 1965 Amir Abbas Howejda 1977 |
| Prezydent Iraku                                                  | - 1968 Ahmad Hasan al-Bakr 1979 |
| Premier Iraku                                                    | - 1968 Ahmad Hasan al-Bakr 1979 |
| Prezydent Indii                                                  | - 1969 Varahagiri Venkata Giri 1974 - 1974 Fakhruddin Ali Ahmed 1977                                                                                     |
| Premier Indii                                                    | - 1966 Indira Gandhi 1977 |
| Prezydent Indonezji                                              | - 1967 Suharto 1998 |
| Prezydent Irlandii                                               | - 1973 Erskine Hamilton Childers 1974 - 1974 komisja prezydencka 1974 - 1974 Cearbhall Ó Dálaigh 1976                                                    |
| Premier Irlandii                                                 | - 1973 Liam Cosgrave 1977 |
| Prezydent Islandii                                               | - 1968 Kristján Eldjárn 1980 |
| Premier Islandii                                                 | - 1971 Ólafur Jóhannesson 1974 - 1974 Geir Hallgrímsson 1978                                                                                             |
| Prezydent Izraela                                                | - 1973 Efraim Kacir 1978 |
| Premier Izraela                                                  | - 1969 Golda Meir 1974 - 1974 Icchak Rabin 1977 |
| Premier Jamajki                                                  | - 1972 Michael Manley 1980 |
| Cesarz Japonii                                                   | - 1926 Hirohito 1989 |
| Premier Japonii                                                  | - 1972 Kakuei Tanaka 1974 - 1974 Takeo Miki 1976 |
| Prezydent Jemenu Południowego                                    | - 1969 Salim Ali Rubai 1978 |
| Prezydent Jemenu Północnego                                      | - 1967 Abdul Rahman al-Iriani 1974 - 1974 Ibrahim al-Hamdi 1977                                                                                          |
| Król Jordanii                                                    | - 1952 Husajn 1999 |
| Premier Jordanii                                                 | - 1973 Zajd ar-Rifa’i 1976 |
| Prezydent Jugosławii                                             | - 1953 Josip Broz Tito 1980 |
| Premier Jugosławii                                               | - 1971 Džemal Bijedić 1977 |
| Prezydent Kamerunu                                               | - 1960 Ahmadou Ahidjo 1982 |
| Przywódca Ludowej Republiki Kampuczy                             | - 1972 Heng Samrin 1992 |
| Premier Kanady                                                   | - 1968 Pierre Trudeau 1979 |
| Emir Kataru                                                      | - 1972 Chalifa ibn Ahmad 1995 |
| Premier Kataru                                                   | - 1971 Chalifa ibn Ahmad 1995 |
| Prezydent Kenii                                                  | - 1964 Jomo Kenyatta 1978 |
| Prezydent Republiki Khmerów                                      | - 1972 Lon Nol 1975 |
| Premier Republiki Khmerów                                        | - 1973 Long Boret 1975 |
| Prezydent Kolumbii                                               | - 1970 {{link-interwiki\|Misael Pastrana Borrero\|Q=Q728833}} 1974 - 1974 Alfonso López Michelsen 1978                                                   |
| Prezydent Konga                                                  | - 1969 Marien Ngouabi 1977 |
| Premier Konga                                                    | - 1973 Henri Lopès 1975 |
| Patriarcha Konstantynopola                                       | - 1972 Dymitr I 1991 |
| Prezydent Korei Południowej                                      | - 1963 Park Chung-hee 1979 |
| Premier Korei Południowej                                        | - 1971 Kim Jong-pil 1975 |
| Prezydent KRLD                                                   | - 1972 Kim Il Sŏng 1994 |
| Premier KRLD                                                     | - 1972 Kim Il 1976 |
| Prezydent Kostaryki                                              | - 1970 José Figueres Ferrer 1974 - 1974 Daniel Oduber Quirós 1978                                                                                        |
| Prezydent Kuby                                                   | - 1959 Osvaldo Dorticós Torrado 1976 |
| Premier Kuby                                                     | - 1959 Fidel Castro 1976 |
| Emir Kuwejtu                                                     | - 1965 Sabah III 1977 |
| Premier Kuwejtu                                                  | - 1965 Dżabir al-Ahmad al-Dżabir as-Sabah 1978 |
| Król Laosu                                                       | - 1959 Savang Vatthana 1975 |
| Król Lesotho                                                     | - 1966 Moshoeshoe II 1990 |
| Premier Lesotho                                                  | - 1965 Leabua Jonathan 1986 |
| Prezydent Libanu                                                 | - 1970 Sulajman Farandżijja 1976 |
| Premier Libanu                                                   | - 1973 Taki ad-Din as-Sulh 1974 - 1974 Raszid as-Sulh 1975                                                                                               |
| Prezydent Liberii                                                | - 1971 William Tolbert Jr. 1980 |
| Przywódca Libii                                                  | - 1969 Mu’ammar al-Kaddafi 2011 |
| Premier Libii                                                    | - 1972 Abd as-Salam Dżallud 1977 |
| Książę Liechtensteinu                                            | - 1938 Franciszek Józef II 1989 |
| Premier Liechtensteinu                                           | - 1970 Alfred Hilbe 1974 - 1974 Walter Kieber 1978 |
| Premier Litwyna emigracji                                        | - 1940 Stasys Lozoraitis 1983 |
| Wielki książę Luksemburga                                        | - 1964 Jan 2000 |
| Premier Luksemburga                                              | - 1959 Pierre Werner 1974 - 1974 Gaston Thorn 1979 |
| Prezydent Madagaskaru                                            | - 1972 Gabriel Ramanantsoa 1975 |
| Premier Madagaskaru                                              | - 1972 Gabriel Ramanantsoa 1975 |
| Prezydent Malawi                                                 | - 1966 Hastings Kamuzu Banda 1994 |
| Prezydent Malediwów                                              | - 1968 Ibrahim Nasir 1978 |
| Król Malezji                                                     | - 1970 Tuanku Abdul Halim 1975 |
| Premier Malezji                                                  | - 1970 Tun Abdul Razak 1976 |
| Prezydent Mali                                                   | - 1968 Moussa Traoré 1991 |
| Premier Mali                                                     | - 1969 urząd zniesiony 1986 |
| Prezydent Malty                                                  | - 1974 Anthony Mamo 1976 |
| Premier Malty                                                    | - 1971 Dom Mintoff 1984 |
| Król Maroka                                                      | - 1961 Hassan II 1999 |
| Premier Maroka                                                   | - 1972 Ahmed Osman 1979 |
| Prezydent Mauretanii                                             | - 1960 Muchtar wuld Dadda 1978 |
| Premier Mauretanii                                               | - 1961 urząd zniesiony 1979 |
| Premier Mauritiusa                                               | - 1968 Seewoosagur Ramgoolam 1982 |
| Prezydent Meksyku                                                | - 1970 Luis Echeverría 1976 |
| Książę Monako                                                    | - 1949 Rainier III 2005 |
| Minister stanu Monako                                            | - 1972 André Saint-Mleux 1981 |
| Przewodniczący Prezydium Wielkiego Churału Ludowego Mongolii     | - 1972 Sonomyn Luwsan (p.o.) 1974 - 1974 Jumdżaagijn Cedenbal 1984                                                                                       |
| Premier Mongolii                                                 | - 1952 Jumdżaagijn Cedenbal 1974 - 1974 Dżambyn Batmönch 1984                                                                                            |
| Sekretarz generalny NATO                                         | - 1971 Joseph Luns (Holandia) 1984 |
| Prezydent Nauru                                                  | - 1968 Hammer DeRoburt 1976 |
| Król Nepalu                                                      | - 1972 Birendra 2001 |
| Premier Nepalu                                                   | - 1973 Nagendra Prasad Rijal 1975 |
| Prezydent Niemiec                                                | - 1969 Gustav Heinemann 1974 - 1974 Walter Scheel 1979                                                                                                   |
| Kanclerz Niemiec                                                 | - 1969 Willy Brandt 1974 - 1974 Helmut Schmidt 1982 |
| Prezydent Nigru                                                  | - 1960 Hamani Diori 1974 - 1974 Seyni Kountché 1987 |
| Prezydent Nigerii                                                | - 1966 Yakubu Gowon 1975 |
| Prezydent Nikaragui                                              | - 1972 junta 1974 - 1974 Anastasio Somoza Debayle 1979                                                                                                   |
| Król Norwegii                                                    | - 1957 Olaf V 1991 |
| Premier Norwegii                                                 | - 1973 Trygve Bratteli 1976 |
| Premier Nowej Zelandii                                           | - 1972 Norman Kirk 1974 - 1974 Bill Rowling 1975 |
| Przewodniczący Rady Państwa NRD                                  | - 1973 Willi Stoph 1976 |
| Premier NRD                                                      | - 1973 Horst Sindermann 1976 |
| Sułtan Omanu                                                     | - 1970 Kabus ibn Sa’id 2020 |
| Sekretarz generalny ONZ                                          | - 1972 Kurt Waldheim (Austria) 1981 |
| Prezydent Pakistanu                                              | - 1973 Fazal Ilahi Chaudhry 1978 |
| Premier Pakistanu                                                | - 1973 Zulfikar Ali Bhutto 1977 |
| Prezydent Panamy                                                 | - 1969 Demetrio Lakas Bahas 1978 |
| Wojskowy przywódca Panamy                                        | - 1968 Omar Torrijos 1981 |
| Papież                                                           | - 1963 Paweł VI 1978 |
| Prezydent Paragwaju                                              | - 1954 gen. Alfredo Stroessner 1989 |
| Prezydent Peru                                                   | - 1968 Juan Velasco Alvarado 1975 |
| Prezydent Południowej Afryki                                     | - 1968 Jacobus Fouché 1975 |
| Premier Południowej Afryki                                       | - 1966 Balthazar Vorster 1978 |
| Prezydent Portugalii                                             | - 1958 Américo Tomás 1974 - 1974 António de Spínola 1974 - 1974 Francisco da Costa Gomes 1976                                                            |
| Premier Portugalii                                               | - 1968 Marcelo Caetano 1974 - 1974 Junta Ocalenia Narodowego 1974 - 1974 Adelino da Palma Carlos 1974 - 1974 Vasco dos Santos Gonçalves 1975             |
| Sekretarz generalny Rady Europy                                  | - 1969 Lujo Tončić-Sorinj (Austria) 1974 - 1974 Georg Kahn-Ackermann (RFN) 1979                                                                          |
| Prezydent Republiki Środkowoafrykańskiej                         | - 1966 Jean-Bédel Bokassa 1976 |
| Premier Republiki Środkowoafrykańskiej                           | - 1960 urząd zniesiony 1975 |
| Prezydent Rodezji                                                | - 1970 Clifford Walter Dupont 1975 |
| Premier Rodezji                                                  | - 1965 Ian Smith 1979 |
| Prezydent Rumunii                                                | - 1967 Nicolae Ceaușescu 1989 |
| Premier Rumunii                                                  | - 1961 Ion Gheorghe Maurer 1974 - 1974 Manea Mănescu 1979                                                                                                |
| Prezydent Rwandy                                                 | - 1973 Juvénal Habyarimana 1994 |
| Prezydent Salwadoru                                              | - 1972 Arturo Armando Molina 1977 |
| O le Ao o le Malo Samoa                                          | - 1962 Malietoa Tanumafili II 2007 |
| Premier Samoa                                                    | - 1973 Mataʻafa Mulinuʻu II 1975 |
| Kapitanowie regenci San Marino                                   | - 1973 Antonio Lazzaro Volpinari Giovan Luigi Franciosi 1974 - 1974 Ferruccio Piva Giordano Bruno Reffi 1974 - 1974 Francesco Valli Enrico Andreoli 1975 |
| Sekretarz Stanu do spraw Politycznych i Zagranicznych San Marino | - 1973 Gian Luigi Berti 1975 |
| Prezydent Senegalu                                               | - 1960 Léopold Sédar Senghor 1980 |
| Premier Senegalu                                                 | - 1970 Abdou Diouf 1980 |
| Prezydent Sierra Leone                                           | - 1971 Siaka Stevens 1985 |
| Prezydent Singapuru                                              | - 1971 Benjamin Sheares 1981 |
| Premier Singapuru                                                | - 1965 Lee Kuan Yew 1990 |
| Prezydent Somalii                                                | - 1969 Mohammed Siad Barre 1991 |
| Premier Somalii                                                  | - 1970 urząd zniesiony 1987 |
| Prezydent Sri Lanki                                              | - 1972 William Gopallawa 1978 |
| Premier Sri Lanki                                                | - 1970 Sirimavo Bandaranaike 1977 |
| Król Suazi                                                       | - 1968 Sobhuza II 1982 |
| Premier Suazi                                                    | - 1967 Makhosini Dlamini 1976 |
| Prezydent Sudanu                                                 | - 1969 Dżafar Muhammad an-Numajri 1985 |
| Premier Sudanu                                                   | - 1969 Dżafar Muhammad an-Numajri 1976 |
| Prezydent Syrii                                                  | - 1971 Hafiz al-Asad 2000 |
| Premier Syrii                                                    | - 1972 Mahmud al-Ajjubi 1976 |
| Prezydent Szwajcarii                                             | - 1974 Ernst Brugger 1974 |
| Król Szwecji                                                     | - 1973 Karol XVI Gustaw |
| Premier Szwecji                                                  | - 1969 Olof Palme 1976 |
| Król Tajlandii                                                   | - 1946 Bhumibol Adulyadej 2016 |
| Premier Tajlandii                                                | - 1973 Sanya Thammasak 1975 |
| Prezydent Tajwanu                                                | - 1950 Czang Kaj-szek 1975 |
| Prezydent Tanzanii                                               | - 1964 Julius Nyerere 1985 |
| Premier Tanzanii                                                 | - 1972 Rashidi Kawawa 1977 |
| Prezydent Togo                                                   | - 1967 Gnassingbé Eyadéma 2005 |
| Premier Togo                                                     | - 1961 urząd zniesiony 1991 |
| Król Tonga                                                       | - 1965 Taufaʻahau Tupou IV 2006 |
| Premier Tonga                                                    | - 1965 Sione Ngū Manumataongo Uelingatoni 1991 |
| Premier Trynidadu i Tobago                                       | - 1962 Eric Williams 1981 |
| Prezydent Tunezji                                                | - 1957 Habib Burgiba 1987 |
| Premier Tunezji                                                  | - 1970 Al-Hadi Nuwajra 1980 |
| Prezydent Turcji                                                 | - 1973 Fahri Korutürk 1980 |
| Premier Turcji                                                   | - 1973 Naim Talu 1974 - 1974 Bülent Ecevit 1974 - 1974 Sadi Irmak 1975                                                                                   |
| Prezydent Ugandy                                                 | - 1971 Idi Amin 1979 |
| Premier Ugandy                                                   | - 1966 urząd zniesiony 1980 |
| Prezydent Urugwaju                                               | - 1972 Juan María Bordaberry 1976 |
| Prezydent USA                                                    | - 1969 Richard Nixon 1974 - 1974 Gerald Ford 1977 |
| Prezydent Wenezueli                                              | - 1969 Rafael Caldera 1974 - 1974 Carlos Andrés Pérez 1979                                                                                               |
| Prezydent Węgier                                                 | - 1967 Pál Losonczi 1987 |
| Premier Węgier                                                   | - 1967 Jenő Fock 1975 |
| Monarcha Wielkiej Brytanii                                       | - 1952 Elżbieta II 2022 |
| Premier Wielkiej Brytanii                                        | - 1970 Edward Heath 1974 - 1974 Harold Wilson 1976 |
| Prezydent Wietnamu Północnego                                    | - 1969 Tôn Đức Thắng 1976 |
| Premier Wietnamu Północnego                                      | - 1955 Phạm Văn Đồng 1976 |
| Prezydent Wietnamu Południowego                                  | - 1965 Nguyễn Văn Thiệu 1975 |
| Premier Wietnamu Południowego                                    | - 1969 Trần Thiện Khiêm 1975 |
| Prezydent Włoch                                                  | - 1971 Giovanni Leone 1978 |
| Premier Włoch                                                    | - 1973 Mariano Rumor 1974 - 1974 Aldo Moro 1976 |
| Prezydent WKS                                                    | - 1960 Félix Houphouët-Boigny 1993 |
| Premier WKS                                                      | - 1960 urząd zniesiony 1990 |
| Prezydent Zambii                                                 | - 1964 Kenneth Kaunda 1991 |
| Prezydent Zairu                                                  | - 1971 Mobutu Sese Seko 1997 |
| Prezydent ZEA                                                    | - 1971 Zajid ibn Sultan Al Nahajjan 2004 |
| Premier ZEA                                                      | - 1971 Maktum ibn Raszid al-Maktum 1979 |
| Przywódca ZSRR                                                   | - 1964 Leonid Breżniew 1982 |
| Premier ZSRR                                                     | - 1964 Aleksiej Kosygin 1980 |

Rok 1974 / MCMLXXIV
stulecia: XIX wiek ~
XX wiek ~
XXI wiek

dziesięciolecia:
1940–1949 •
1950–1959 •
1960–1969 •
1970–1979
• 1980–1989
• 1990–1999
• 2000–2009

lata: 1964 «
1969 «
1970 «
1971 «
1972 «
1973 «
1974
» 1975
» 1976
» 1977
» 1978
» 1979
» 1984

## Wydarzenia w Polsce
- 1 stycznia:
  - utworzono Centralną Wytwórnię Programów i Filmów Telewizyjnych Poltel.
  - Studio Filmów Animowanych w Krakowie rozpoczęło działalność jako samodzielna jednostka organizacyjna.
- 9 stycznia – dokonano oblotu jedynego w historii odrzutowego samolotu rolniczego PZL M-15 (Belphegor).
- 12 stycznia – w Krakowie miała miejsce premiera „Nocy listopadowej” Stanisława Wyspiańskiego w reżyserii Andrzeja Wajdy.
- 17 stycznia – utworzone zostało Towarzystwo Opieki nad Zabytkami.
- 21 stycznia – wprowadzono podwyżki cen alkoholu i benzyny oraz marż gastronomicznych.
- 23 stycznia – rząd PRL poinformował o przeznaczeniu większej niż planowano sumy z budżetu państwa na nowe inwestycje.
- 24 stycznia – otwarto Hotel Forum w Warszawie.
- Luty – w Lublinie założony został zespół Budka Suflera przez Krzysztofa Cugowskiego i Romualda Lipkę.
- 4–6 lutego – na zaproszenie rządu PRL przebywał w Polsce sekretarz Rady ds. Publicznych Kościoła Agostino Casaroli.
- 7 lutego – Rada Państwa wydała dekret o ustanowieniu Medalu 30-lecia Polski Ludowej.
- 15 lutego – XIII Plenum KC PZPR poświęcone obchodom 30-lecia PRL.
- 16 lutego – Józef Tejchma został ministrem kultury i sztuki.
- 18 lutego – premiera filmu Ciemna rzeka.
- 20 lutego:
  - Jarosław Iwaszkiewicz obchodził 80-lecie urodzin i 60-lecie twórczości literackiej.
  - premiera filmu Drzwi w murze.
- 21 lutego – 8 górników zginęło wskutek tąpnięcia w KWK „Szombierki” w Bytomiu.
- 26 lutego – przy KC PZPR powołano Instytut Podstawowych Problemów Marksizmu-Leninizmu, kierownikiem którego został Andrzej Werblan.
- 5 marca – rozłam w środowisku „Znaku”.
- 21 marca – Adam Słodowy i Wojciech Żukrowski zostali odznaczeni Orderem Uśmiechu.
- 1–4 kwietnia – na zaproszenie polskiego rządu przebywał w kraju premier Szwecji Olof Palme.
- 3–5 kwietnia – w Warszawie obradował międzynarodowy kolejny kongres w sprawie rozwoju kooperacji przemysłowej między Polską a krajami kapitalistycznymi.
- 10 kwietnia – została uchwalona ustawa o dowodach osobistych i ewidencji ludności.
- 2 maja – otwarto Port Lotniczy w Gdańsku Rębiechowie.
- 6 maja – premiera filmu Zwycięstwo.
- 10 maja – otwarto Roztoczański Park Narodowy.
- 18 maja:
  - została ukończona budowa półfalowego (648 metrów, najwyższa wówczas budowla na świecie) masztu radiowego w Konstantynowie; nadawany zeń Program I Polskiego Radia był słyszany aż po Ural.
  - w Katowicach odbyła się Międzynarodowa Wystawa Filatelistyczna Socphilex IV.
- 22 maja – Kazimierz Kąkol został kierownikiem urzędu ds.Wyznań.
- 28 maja – premiera komedii filmowej Nie ma mocnych w reżyserii Sylwestra Chęcińskiego.
- 29 maja – Sejm PRL uchwalił ustawę o przekazywaniu gospodarstw rolnych na własność państwa za rentę.
- 4 czerwca – Krzysztof Kieślowski laureatem Festiwalu Filmów Krótkometrażowych w Krakowie. Uhonorowano go za film „Pierwsza miłość”.
- 15 czerwca – ogłoszono amnestię.
- 25 czerwca – XVI Plenum KC PZPR usunęło ze składu sekretariatu Franciszka Szlachcica.
- 26 czerwca – Sejm uchwalił obowiązujący do dziś kodeks pracy.
- 28 czerwca:
  - w Czechowicach-Dziedzicach w KWK Silesia doszło do wybuchu i tąpnięcia – zginęło 32 górników.
  - w Poznaniu oddano do użytku halę widowiskowo-sportową Arena.
  - premiera komedii filmowej Wiosna, panie sierżancie w reżyserii Tadeusza Chmielewskiego.
- 6 lipca – wciągnięto hełm i zamontowano dzwon zegarowy na Wieży Zygmuntowskiej Zamku Królewskiego w Warszawie.
- 9 lipca:
  - do Portu Północnego przybił „Uniwersytet Gdański”; pierwszy statek handlowy. Zabrał 12 tys. ton węgla.
  - premiera filmu Pójdziesz ponad sadem.
- 17 lipca – OZG Rudna został oddany do eksploatacji.
- 18 lipca:
  - oficjalnie rozszerzono granice Portu Gdańsk oraz oddano do użytku nowoczesny, głębokowodny Port Północny.
  - Sejm uchwalił ustawę o amnestii.
- 18–21 lipca – miał miejsce zlot żaglowców w Gdyni.
- 18–22 lipca – obchody 30-lecia PRL. Podczas wizyty Leonid Breżniew został odznaczony Krzyżem Wielkim Orderu Virtuti Militari.
- 19 lipca – o godzinie 11:15 uruchomiono zegar na Wieży Zygmuntowskiej odbudowanego Zamku Królewskiego w Warszawie.
- 22 lipca – uroczyście otwarto Trasę Łazienkowską w Warszawie.
- 26 lipca – premiera serialu telewizyjnego Janosik.
- 27 lipca – zakończono produkcję autobusu San H100.
- 30 lipca – oddano do użytku Radiowe Centrum Nadawcze w Konstantynowie koło Gąbina, z najwyższym na świecie masztem antenowym 646,38 m. Moc nadawania 2000 kW.
- 1 sierpnia – miały miejsce obchody 30. rocznicy wybuchu powstania warszawskiego. Masowa pielgrzymka warszawiaków na Cmentarz Wojskowy na Powązkach, gdzie znajdują się groby powstańców.
- 30 sierpnia – w Gdyni rozpoczęto budowę Trasy im. Eugeniusza Kwiatkowskiego.
- 2 września:
  - otwarto wystawę „XXX-lecie Warszawy”.
  - premiera filmu Jerzego Hoffmana, pt. „Potop”.
- 16 września – otwarto Nowe Zoo w Poznaniu.
- 17 września – podpisano umowę z Fiatem na opracowanie projektu samochodu FSO Polonez.
- 18 września – w Katowicach rozpoczął się proces Zdzisława Marchwickiego zwanego wampirem z Zagłębia.
- 20 września – premiera filmu Zapis zbrodni.
- 29 września – po 4 latach pozbawienia wolności powrócili na wolność przywódcy organizacji „Ruch”.
- 3 października – podpisano umowę o współpracy i udziale banków amerykańskich i kanadyjskich w rozwoju przemysłu miedziowego.
- 16–18 października – w Warszawie odbyło się spotkanie konsultacyjne przedstawicieli 28 partii komunistycznych. Tematem było zwołanie konferencji ogólnoeuropejskiej partii robotniczych.
- 17 października – w Psarach koło Kielc rozpoczęła prace pierwsza naziemna stacja łączności satelitarnej.
- 19 października – zainaugurowała działalność Filharmonia Kaliska.
- 22–23 października – XV Plenum KC PZPR poświęcone było polskiemu rolnictwu.
- 24 października – uchwalono ustawę Prawo wodne.
- 2 listopada – Puszcza Białowieska: wichura powaliła kilkusetletni Dąb Jagiełły.
- 5 listopada – odbyła się premiera filmu Zapamiętaj imię swoje.
- 10 listopada – premiera filmu Złoto.
- 13 listopada – zakończono budowę Obserwatorium Wysokogórskiego na Śnieżce.
- 20 listopada – odbyło się spotkanie Edwarda Gierka z dziennikarzami. W imię jawności życia publicznego I sekretarz obiecał spotykać się regularnie z przedstawicielami dziennikarzy polskich.
- 21 listopada – Sejm PRL podjął uchwałę w sprawie rozwoju polskiego rolnictwa.
- 30 listopada – ukazało się pierwsze wydanie programu telewizyjnego Studio 2.
- 12 grudnia – protest 15 polskich intelektualistów.
- 12–13 grudnia – IX Zjazd Stowarzyszenia Dziennikarzy Polskich.
- 13 grudnia – statek-muzeum Marynarki Wojennej ORP Burza zakończył służbę. Jego miejsce zajął OPR „Błyskawica”.
- 18 grudnia – w Instytucie Badań Jądrowych w Świerku został uruchomiony reaktor Maria.
- 25 grudnia – premiera filmu Nie ma róży bez ognia.

## Wydarzenia na świecie
- 1 stycznia – RFN objęła prezydencję w Radzie Unii Europejskiej.
- 5 stycznia:
  - Chiny i Japonia zawarły w Pekinie trzyletni układ handlowy.
  - w nowozelandzkiej stacji badawczej Vanda na Antarktydzie odnotowano rekordowo wysoką temperaturę (+15,0 °C).
- 7 stycznia:
  - w norweskim Lillehammer agenci Mosadu zamordowali przez pomyłkę marokańskiego kelnera, biorąc go za Alego Hasana Salamę, uczestnika masakry izraelskich sportowców na Igrzyskach Olimpijskich w Monachium w 1972 roku.
  - początek czteroletniej wojny szympansów Gombe. Grupa 6 szympansów z stada Kasakela zaatakowała i zabiła szympansa z stada Kahama. Był to pierwszy udokumentowany przypadek zabicia szympansa przez innego szympansa celowo.
- 11 stycznia:
  - w Kapsztadzie (RPA) urodziły się sześcioraczki (pierwsze, które pozostały przy życiu).
  - Libia i Tunezja podpisały porozumienie o zjednoczeniu jako Arabska Republika Islamska. Z powodu oporu społeczeństwa tunezyjskiego porozumienie nie weszło w życie.
- 18 stycznia – zawarto izraelsko-egipskie porozumienie o wycofaniu wojsk izraelskich znad Kanału Sueskiego na półwysep Synaj.
- 19 stycznia – Chiny dokonały aneksji należących do Wietnamu Wysp Paracelskich.
- 20 stycznia – w słowackich Tatrach Wysokich lawina zasypała 24 słowackich turystów, z których uratowano 12.
- 24 stycznia – doszło do wypadku samolotu Douglas C-47 Skytrain sił powietrznych Togo, którą jako jedyny przeżył prezydent Gnassingbé Eyadéma; zginęło m.in. kilku wysokich rangą wojskowych.
- 26 stycznia:
  - Bülent Ecevit został po raz pierwszy premierem Turcji.
  - w wypadku tureckiego samolotu Fokker F28 w Izmirze zginęło 66 osób.
- 27 stycznia – 16 osób zginęło w czasie powodzi w australijskim Brisbane.
- 30 stycznia – 97 osób zginęło w wypadku amerykańskiego Boeinga 707 na Samoa Amerykańskim.
- 1 lutego – 179 osób zginęło, a ponad 300 zostało rannych w pożarze 25-piętrowego wieżowca Joelma w brazylijskim São Paulo.
- 2 lutego – dokonano oblotu amerykańskiego samolotu wielozadaniowego F-16.
- 4 lutego:
  - Patricia Hearst, 19-letnia wnuczka magnata prasowego Williama Randolpha Hearsta, została porwana przez organizację terrorystyczną o nazwie Symbionese Liberation Army.
  - w hrabstwie Yorkshire w północnej Anglii 12 osób zginęło (w tym 9 żołnierzy), a 38 zostało rannych w wyniku wybuchu bomby zegarowej podłożonej w autobusie przez IRA.
- 5 lutego – Mariner 10 zbliżył się do Wenus na odległość 5770 km, wykonując szereg zdjęć i badań.
- 7 lutego:
  - Grenada uzyskała niepodległość od Wielkiej Brytanii.
  - odbyła się premiera filmu Płonące siodła.
- 8 lutego:
  - po 84 dniach w przestrzeni kosmicznej, ostatnia załoga amerykańskiej stacji kosmicznej Skylab powróciła na Ziemię.
  - w Górnej Wolcie (obecnie Burkina Faso) doszło do wojskowego zamachu stanu pod wodzą generała Sangoulé Lamizany.
- 10 lutego – planowany radziecki satelita marsjański Mars 4 nie wszedł z powodu awarii na orbitę i minął planetę w odległości 1844 km.
- 12 lutego:
  - radziecka sonda Mars 5 osiągnęła orbitę Marsa.
  - radziecki pisarz i obrońca praw człowieka Aleksander Sołżenicyn został aresztowany i następnego dnia wydalony z kraju.
- 13 lutego – Aleksander Sołżenicyn został wydalony z ZSRR.
- 14 lutego – Somalia została przyjęta do Ligi Państw Arabskich.
- 15 lutego – w Hongkongu powstała Niezależna Komisja Przeciw Korupcji.
- 18 lutego – Petras Griškevičius został pierwszym sekretarzem Komunistycznej Partii Litwy.
- 20 lutego – na filipińskiej wyspie Lubang został odnaleziony japoński żołnierz Hirō Onoda, ukrywający się w dżungli od zakończenia II wojny światowej.
- 21 lutego – ostatnie oddziały izraelskie wycofały się z zachodniego brzegu Kanału Sueskiego.
- 22 lutego:
  - Pakistan uznał niepodległość Bangladeszu, proklamowaną w grudniu 1971 roku.
  - 44-letni Samuel Byck, po zastrzeleniu funkcjonariusza ochrony Portu lotniczego Baltimore/Waszyngton, wtargnął na pokład mającego odlecieć do Atlanty samolotu McDonnell Douglas DC-9, który zamierzał uprowadzić i uderzyć w Biały Dom w celu zabicia prezydenta Richarda Nixona. Po nieudanych próbach zmuszenia pilotów do startu zastrzelił jednego z nich, a następnie, postrzelony przez policjanta, popełnił samobójstwo.
- 23 lutego – Symbionese Liberation Army zażądała 4 milionów dolarów okupu za uwolnienie Patricii Hearst.
- 27 lutego – po raz pierwszy ukazał się amerykański magazyn People.
- 28 lutego – Stany Zjednoczone i Egipt wznowiły stosunki dyplomatyczne zerwane w 1967 roku.
- 3 marca – 346 osób zginęło w wypadku samolotu typu DC 10 należącego do tureckich linii lotniczych, który rozbił się pod Paryżem.
- 4 marca – Harold Wilson został po raz drugi premierem Wielkiej Brytanii.
- 5 marca – wojna Jom Kipur: ostatnie oddziały izraelskie wycofały się z zachodniej części Kanału Sueskiego.
- 8 marca:
  - otwarto port lotniczy im. Charles’a de Gaulle’a w Paryżu.
  - brytyjska formacja Queen wydała Queen II.
- 9 marca – lądownik radzieckiej sondy Mars 7 z powodu awarii minął planetę w odległości 1300 km.
- 12 marca – radziecka sonda Mars 6 wylądowała na Marsie i utraciła łączność z Ziemią.
- 15 marca – Ernesto Geisel został prezydentem Brazylii.
- 18 marca – większość krajów zrzeszonych w organizacji OPEC zakończyło 5-miesięczne embargo naftowe nałożone na USA, Europę i Japonię.
- 20 marca – ukazał się album Good Times Elvisa Presleya.
- 22 marca – przedstawiciele siedmiu państw nadbałtyckich podpisali w Helsinkach konwencję o ochronie środowiska regionu Morza Bałtyckiego.
- 27 marca – Walter Kieber został premierem Liechtensteinu.
- 28 marca – Nicolae Ceaușescu został wybrany na nowo utworzone stanowisko prezydenta Rumunii.
- 29 marca:
  - sonda kosmiczna Mariner 10 zbliżyła się do Merkurego.
  - utworzono pierwszy litewski Auksztocki Park Narodowy.
  - przypadkowe odkrycie tysięcy terakotowych figur opodal sarkofagu pierwszego cesarza Chin.
- 30 marca – miał miejsce pierwszy występ legendarnego zespołu punkrockowego The Ramones.
- 31 marca – z połączenia British Overseas Airways Corporation i British European Airways powstały British Airways.
- 2 kwietnia:
  - po śmierci prezydenta Francji Georges’a Pompidou tymczasowym prezydentem został przewodniczący Senatu Alain Poher.
  - otwarto Westfalenstadion w Dortmundzie.
  - odbyła się 46. ceremonia wręczenia Oscarów.
- 3 kwietnia – północne i środkowo-wschodnie Stany Zjednoczone nawiedza jedna z największych w historii fala tornad powodująca śmierć ok. 330 ludzi i straty w wysokości 3,5 miliarda dolarów.
- 4 kwietnia – Botswana: 78 osób zginęło w wypadku samolotu Douglas DC-4.
- 5 kwietnia – premiera filmu Sugarland Express.
- 6 kwietnia – utwór Waterloo grupy ABBA zwyciężył w 19. Konkursie Piosenki Eurowizji w angielskim Brighton.
- 9 kwietnia – otwarto Stadion Ghencea w Bukareszcie.
- 15 kwietnia – w wojskowym zamachu stanu pod wodzą gen. Seyniego Kountché został obalony pierwszy prezydent Nigru Hamani Diori.
- 18 kwietnia – we Włoszech Czerwone Brygady porwały prokuratora Mario Sossiego.
- 20 kwietnia – grupa rebeliantów dowodzona przez Hissèna Habré, późniejszego prezydenta Czadu, zaatakowała oazę Bardaï na Saharze, biorąc zakładników, w tym obywateli krajów zachodnich.
- 21 kwietnia – w Londynie powołano trockistowski Komitet na rzecz Międzynarodówki Robotniczej.
- 22 kwietnia – Indonezja: 107 osób zginęło w wypadku Boeinga 707 linii Pan Am.
- 25 kwietnia – w Portugalii doszło do wojskowego zamachu stanu (tzw. rewolucji goździków), w wyniku którego został obalony dyktator Marcelo Caetano; zostały przywrócone rządy demokratyczne.
- 29 kwietnia – założono Uniwersytet Czarnogóry w Podgoricy.
- 3 maja – została założona Portugalska Demokratyczna Partia Pracy (PTDP).
- 4 maja – Japonki Mieko Mori, Naoko Nakaseko i Masako Uchida jako pierwsze w historii kobiety osiągnęły wierzchołek ośmiotysięcznika (Manaslu w Himalajach).
- 5 maja:
  - Vint Cerf i Bob Kahn w raporcie badawczym dotyczącym protokołu TCP po raz pierwszy w historii użyli słowa Internet.
  - we Francji odbyła się I tura wyborów prezydenckich. Do II tury przeszli François Mitterrand i Valéry Giscard d’Estaing.
- 6 maja:
  - kanclerz RFN Willy Brandt podał się do dymisji po wykryciu w jego urzędzie wschodnioniemieckiego szpiega.
  - założono portugalską Partię Socjaldemokratyczną (PSD).
- 9 maja:
  - rozpoczęły się przesłuchania i procedura impeachmentu amerykańskiego prezydenta Richarda Nixona.
  - oddano do użytku pierwszą linię praskiego metra.
- 11 maja – w trzęsieniu ziemi w chińskich prowincjach Junnan i Syczuan zginęły 1423 osoby, a około 1600 zostało rannych.
- 15 maja – zamach w Ma’alot: trzech palestyńskich terrorystów przekroczyło w przebraniu żołnierzy izraelskich granicę libańsko-izraelską i ostrzelało autobus, zabijając 2 osoby i raniąc 6. Następnie wkroczyli do wsi Ma’alot, gdzie zastrzelili 3 Izraelczyków i zajęli szkołę podstawową, biorąc jako zakładników 90 uczniów i nauczycieli. Podczas izraelskiej akcji odbicia zakładników zginęło 26 osób, 17 zostało rannych.
- 16 maja:
  - Helmut Schmidt został kanclerzem RFN.
  - w Mediolanie został aresztowany Luciano Leggio, jeden z głównych bossów mafii sycylijskiej.
- 17 maja:
  - policja wtargnęła do siedziby Symbionese Liberation Army w Los Angeles. Zginęło 6 członków tej organizacji terrorystycznej.
  - 33 osoby zginęły w wybuchach 4 samochodów-pułapek w Dublinie i Monaghan w największym zamachu terrorystycznym w historii Irlandii, zorganizowanym przez Ochotnicze Siły Ulsteru.
- 18 maja – Indie przeprowadziły pierwszą udaną podziemną próbę jądrową stając się 6. światową potęgą nuklearną.
- 19 maja – Valéry Giscard d’Estaing wygrał w drugiej turze wybory prezydenckie we Francji.
- 22 maja – utworzono największy na świecie Park Narodowy Grenlandii o powierzchni 972 000 km².
- 23 maja:
  - odbył się pierwszy komercyjny lot Airbusa A300.
  - papież Paweł VI ogłosił rok 1975 Rokiem Świętym.
- 27 maja – Valéry Giscard d’Estaing został zaprzysiężony na prezydenta Francji, Jacques Chirac objął stanowisko premiera.
- 28 maja – 8 osób zginęło, a 103 zostały ranne w wyniku wybuchu bomby w trakcie demonstracji pracowniczej we włoskiej Brescii.
- 29 maja – została wystrzelona Łuna 22, radziecki sztuczny satelita Księżyca.
- 31 maja – w Genewie podpisano porozumienie w sprawie wycofania z Syrii wojsk izraelskich. Strefa graniczna na Wzgórzach Golan miała zostać zdemilitaryzowana i obsadzona przez międzynarodowe siły pokojowe UNDOF.
- 1 czerwca – 28 osób zginęło w eksplozji w zakładach chemicznych w brytyjskim Flixborough.
- 2 czerwca – Jigme Singye Wangchuck został koronowany na króla Bhutanu.
- 9 czerwca – Portugalia i ZSRR nawiązały stosunki dyplomatyczne.
- 13 czerwca – w RFN rozpoczęły się X Mistrzostwa Świata w Piłce Nożnej.
- 15 czerwca – w rozegranym na Neckarstadion w Stuttgarcie swym pierwszym meczu grupowym na piłkarskich Mistrzostwach Świata Polska pokonała Argentynę 3:2.
- 18 czerwca – Zachodnioniemiecki Bundestag zalegalizował aborcję na żądanie w pierwszych trzech miesiącach ciąży.
- 19 czerwca – na rozgrywanych w RFN X Mistrzostwach Świata w Piłce Nożnej Polska pokonała Haiti 7:0.
- 20 czerwca – premiera filmu kryminalnego Chinatown w reżyserii Romana Polańskiego.
- 21 czerwca – w stoczni Cammell Laird(inne języki) w Birkenhead zwodowano brytyjski niszczyciel rakietowy HMS „Coventry”, zatopiony przez argentyńskie lotnictwo w czasie wojny o Falklandy-Malwiny w 1982 roku.
- 23 czerwca – na X Mistrzostwach Świata w Piłce Nożnej w RFN Polska, mająca już zapewniony awans do II rundy, pokonała w trzecim meczu grupowym Włochy 2:1.
- 24 czerwca – 3 arabskich terrorystów zaatakowało dom mieszkalny i wzięło zakładników w izraelskim mieście Naharijja. Następnego dnia zostali zabici w czasie szturmu izraelskich komandosów, zabijając wcześniej 4 i raniąc 8 zakładników.
- 25 czerwca – wystrzelono stację orbitalną Salut 3.
- 26 czerwca – w domu towarowym w Troy w stanie Ohio po raz pierwszy na świecie użyto kasy ze skanerem kodów kreskowych do odczytania kodu kreskowego na towarze.
- 27 czerwca – prezydent Richard Nixon rozpoczął wizytę w Moskwie.
- 1 lipca – Francja objęła prezydencję w Radzie Unii Europejskiej.
- 3 lipca – został wystrzelony Sojuz 14 z misją załogową na stację orbitalną Salut 3.
- 11 lipca – Jumdżaagijn Cedenbal został prezydentem Mongolii.
- 13 lipca – dyktator Zairu (obecnie Demokratyczna Republika Konga) Mobutu Sese Seko oficjalnie wprowadził w kraju totalitarną ideologię polityczną mobutyzmu.
- 14 lipca – z plaży nad jeziorem Sammamish(inne języki) w stanie Waszyngton seryjny morderca Ted Bundy w odstępie czterech godzin uprowadził i zamordował dwie młode kobiety.
- 15 lipca – w inspirowanym przez Grecję zamachu stanu został obalony prezydent Cypru abp Makarios III.
- 20 lipca – siły tureckie dokonały inwazji na Cypr i zajęły północną część wyspy.
- 23 lipca – grecka junta czarnych pułkowników oddała władzę cywilnym politykom.
- 24 lipca – Konstandinos Karamanlis został premierem Grecji.
- 30 lipca – uzgodnienie zawieszenia broni na Cyprze.
- 4 sierpnia – 12 osób zginęło w przeprowadzonym przez włoskich neofaszystów zamachu bombowym na pociąg ekspresowy Rzym – Monachium.
- 7 sierpnia – francuski linoskoczek Philippe Petit przeszedł nielegalnie po linie rozpiętej między wieżami World Trade Center.
- 8 sierpnia:
  - w wyniku afery Watergate amerykański prezydent Richard Nixon ogłosił swoje ustąpienie ze stanowiska (z dniem 9 sierpnia).
  - prezydent Gerald Ford ułaskawił ze wszystkich zarzutów ex-prezydenta Nixona.
- 15 sierpnia
  - podczas obchodów dnia wyzwolenia w Seulu północnokoreański agent usiłował zastrzelić prezydenta Park Chung-hee; w zamachu zginęła jego żona.
  - uruchomiono pierwszą linię seulskiego metra.
- 23 sierpnia – John Lennon rzekomo zaobserwował UFO nad Nowym Jorkiem; wzmianka o tym zdarzeniu znalazła się w jego piosence Nobody Told Me.
- 26 sierpnia – rozpoczęła się załogowa misja Sojuz 15 na stację orbitalną Salut-3.
- 30 sierpnia – w Zagrzebiu wykoleił się ekspres Belgrad-Dortmund; zginęły 153 osoby.
- 4 września – USA i NRD nawiązały stosunki dyplomatyczne.
- 8 września:
  - prezydent Gerald Ford ułaskawił in blanco swego poprzednika Richarda Nixona za wszystkie przestępstwa jakich dopuścił się on w czasie swej prezydentury.
  - wskutek wybuchu bomby na pokładzie lecącego z Tel Awiwu do Nowego Jorku amerykańskiego Boeinga 707 u wybrzeży greckiej wyspy Kefalinia zginęło 88 osób.
- 10 września – Portugalia uznała niepodległość Gwinei Bissau.
- 11 września:
  - Charles Kowal odkrył Ledę, księżyc Jowisza.
  - powstała brytyjska grupa muzyczna The Stranglers.
  - w wypadku samolotu DC-9 w Karolinie Północnej zginęło 70 osób.
- 12 września – przeprowadzono zamach wojskowy w Etiopii. Cesarz Hajle Syllasje został odsunięty od władzy.
- 13 września – terroryści z Japońskiej Czerwonej Armii wtargnęli do francuskiej ambasady w Hadze, biorąc 11 zakładników, w tym ambasadora i domagając się uwolnienia z francuskiego więzienia jednego z członków organizacji.
- 15 września:
  - 75 osób zginęło w wypadku Boeinga 727 w południowowietnamskim mieście Phan Rang.
  - na przedmieściach Moskwy odbyła się wystawa obrazów niezależnych malarzy, brutalnie rozpędzona przez władze (tzw. wystawa spychaczowa).
- 17 września – Bangladesz, Grenada oraz Gwinea Bissau zostały członkami ONZ.
- 20 września – w Hondurasie 10 tys. osób zginęło po przejściu huraganu Fifi.
- 21 września – sonda Mariner 10 wykonała drugi przelot obok Merkurego.
- 25 września – w tygodniku Nature ukazał się artykuł sugerujący, że freony mogą być odpowiedzialne za niszczenie warstwy ozonowej.
- 30 września – chilijski generał Carlos Prats i jego żona zginęli w zamachu bombowym w Buenos Aires, przeprowadzonym przez francuskich najemników, na zlecenie szefa chilijskich służb bezpieczeństwa Manuela Contrerasa.
- 1 października – odbyła się premiera filmu Teksańska masakra piłą mechaniczną.
- 4 października:
  - John Lennon wydał swój piąty solowy album Walls and Bridges.
  - w Grecji została założona partia konserwatywno-liberalna Nowa Demokracja.
- 5 października:
  - w przeprowadzonych przez IRA zamachach bombowych na dwa puby w angielskim Guildford zginęło 5 osób, 65 zostało rannych.
  - w Waseca (Minnesota) Amerykanin Dave Kunst zakończył pierwszą w historii pieszą wyprawę dookoła świata.
- 17 października – dokonano oblotu śmigłowca wielozadaniowego Sikorsky UH-60 Black Hawk.
- 19 października – uchwalono konstytucję Niue.
- 28 października:
  - wystrzelono sondę księżycową Łuna 23.
  - na zakończonych w Meksyku mistrzostwach świata polscy siatkarze zdobyli złote medale.
- 31 października – Raszid as-Sulh został premierem Libanu.
- 1 listopada – uchwalono Międzynarodową Konwencję o Bezpieczeństwie Życia na Morzu (SOLAS).
- 8 listopada – w Wielkiej Brytanii wyszedł trzeci studyjny album grupy Queen (drugi w tym roku) – Sheer Heart Attack.
- 10 listopada – w Berlinie Zachodnim został zamordowany przez terrorystów z Frakcji Czerwonej Armii prezes miejscowego sądu Günter von Drenkmann.
- 15 listopada – premiera filmu Zagadka Kaspara Hausera w reżyserii Wernera Herzoga; w roli głównej wystąpił Bruno S.
- 16 listopada – wysłano Wiadomość Arecibo, skierowaną do potencjalnych cywilizacji pozaziemskich.
- 19 listopada – trzej terroryści z Demokratycznego Frontu Wyzwolenia Palestyny przekroczyli w przebraniu robotników granicę jordańsko-izraelską, wtargnęli do jednego z budynków mieszkalnych w Bet Sze’an i zamordowali 4 oraz zranili 20 osób. Przybyli na miejsce izraelscy żołnierze zastrzelili napastników.
- 20 listopada – w wypadku należącego do Lufthansy Boeinga 747 pod Nairobi w Kenii zginęło 59 osób, a 98 zostało rannych.
- 21 listopada – IRA zdetonowała bomby w dwóch pubach w Birmingham, zabijając 19 osób i raniąc 180.
- 22 listopada:
  - palestyńscy terroryści porwali w Dubaju i skierowali do Tunisu samolot British Airways, gdzie porzucili go po zamordowaniu jednego pasażera.
  - Anneline Kriel z RPA zdobyła w Londynie tytuł Miss World 1974.
- 23 listopada:
  - Aldo Moro został po raz drugi premierem Włoch.
  - we Władywostoku rozpoczęło się dwudniowe spotkanie sekretarza generalnego KPZR Leonida Breżniewa z prezydentem USA Geraldem Fordem.
- 24 listopada – w Etiopii odkryto pochodzący sprzed 3,2 mln lat fragment szkieletu samicy australopiteka znanej jako Lucy.
- 28 listopada – w trakcie koncertu Eltona Johna w Madison Square Garden po raz ostatni wystąpił na scenie John Lennon.
- 29 listopada – Ulrike Meinhof, współzałożycielka Frakcji Czerwonej Armii została skazana na 8 lat pozbawienia wolności za zamach bombowy z 1972 na wydawnictwo Springera w Hamburgu.
- 1 grudnia – wypadek samolotu Boeing 727 linii TWA, lecącego z Indianapolis do Waszyngtonu. Zginęły 92 osoby.
- 2 grudnia – rozpoczęła się załogowa misja kosmiczna Sojuz 16.
- 3 grudnia – sonda Pioneer 11 minęła Jowisza w odległości 42 760 km, dokonując pierwszych obserwacji regionów okołobiegunowych i fotografując Wielką Czerwoną Plamę.
- 4 grudnia – na Sri Lance 191 osób zginęło w wypadku holenderskiego samolotu Douglas DC-8, wiozącego pielgrzymów indonezyjskich do Mekki.
- 5 grudnia – na antenie BBC wyemitowano ostatni odcinek Latającego Cyrku Monty Pythona.
- 8 grudnia:
  - w krajowym plebiscycie Grecy opowiedzieli się za zniesieniem monarchii.
  - została utworzona Irlandzka Narodowa Armia Wyzwoleńcza (INLA), będąca odłamem IRA.
- 9 grudnia:
  - Takeo Miki został premierem Japonii.
  - premiera filmu Alicja już tu nie mieszka.
- 10 grudnia – premiera filmu Płonący wieżowiec.
- 12 grudnia:
  - wojna wietnamska: rozpoczęła się bitwa o Phước Bình.
  - premiera filmu Ojciec chrzestny II.
- 13 grudnia – proklamowana została Republika Malty (Repubblika ta’ Malta). Pierwszym prezydentem został Anthony Mamo.
- 19 grudnia – premiera filmu Człowiek ze złotym pistoletem.
- 22 grudnia:
  - w referendum przeprowadzonym na czterech wyspach archipelagu Komorów, za niepodległością opowiedzieli się mieszkańcy wysp Anjouan, Mohéli i Wielki Komor, Majotta pozostała pod panowaniem Francji.
  - w wypadku samolotu DC-9 w wenezuelskim mieście Maturin zginęło 77 osób.
- 24 grudnia – Darwin w Australii zostało prawie całkowicie zniszczone przez cyklon Tracy.
- 26 grudnia:
  - została wyniesiona na orbitę radziecka stacja kosmiczna Salut 4.
  - oddano do użytku gmach Teatru opery i baletu w Dniepropetrowsku na Ukrainie.
- 28 grudnia – w wyniku trzęsienia ziemi w północnym Pakistanie zginęło 5300 osób, a 17 tys. zostało rannych.
- 31 grudnia – nieudany wojskowy zamach stanu na Madagaskarze.

## Wydarzenia sportowe
- 2 lutego – Tanzańczyk Filbert Bayi ustanowił rekord świata w biegu na 1500 m wynikiem 3:32,2 s. (pomiar elektroniczny 3:32,16 s.)
- 13 czerwca – Irena Szewińska ustanowiła rekord świata w biegu na 200 m wynikiem 22,21 s.
- 13 czerwca-7 lipca – X Mistrzostwa Świata w piłce nożnej rozegrane w Republice Federalnej Niemiec. Mistrzem został RFN, wicemistrzem Holandia, a na trzecim Polska prowadzona przez Kazimierza Górskiego. Królem strzelców został Polak – Grzegorz Lato.
  - 15 czerwca – Stuttgart: w swym pierwszym meczu na piłkarskich mistrzostwach świata w piłce nożnej Polska pokonała Argentynę 3:2.
  - 19 czerwca – na rozgrywanych w RFN piłkarskich mistrzostwach świata Polska pokonała Haiti 7:0.
  - 23 czerwca – na piłkarskich mistrzostwach świata w RFN Polska pokonała Włochy 2:1.
  - 26 czerwca – na piłkarskich mistrzostwach świata w RFN Polska pokonała Szwecję 1:0.
  - 30 czerwca – na piłkarskich mistrzostwach świata w RFN Polska pokonała Jugosławię 2:1.
  - 3 lipca – na piłkarskich mistrzostwach świata w RFN Polska przegrała we Frankfurcie nad Menem z gospodarzami 0:1.
  - 6 lipca – Polska zajęła 3. miejsce na Mistrzostwach Świata w Niemczech, pokonując Brazylię 1:0. Bramkę zdobył Grzegorz Lato.
  - 7 lipca – w finale rozgrywanych w RFN piłkarskich mistrzostw świata reprezentacja gospodarzy pokonała Holandię 2:1.
- 22 czerwca
  - Irena Szewińska ustanowiła rekord świata w biegu na 400 m wynikiem 49,9 s. Pierwszy raz poniżej 50 sekund.
  - Teresa Nowak ustanowiła rekord Polski w biegu na 100 m ppł. wynikiem 12,5 s.
- 29 czerwca
  - w Warszawie, sprinterka Irena Szewińska ustanowiła rekord Polski w biegu na 100 m wynikiem 10,9 s. (ostatni rekord odnotowany przy pomiarze ręcznym).
  - Leszek Wodzyński ustanowił rekord Polski w biegu na 110 m ppł. wynikiem 13,3 s.
- 6 lipca – polscy piłkarze trzecią drużyną Mundialu w RFN.
- 13 lipca – Krystyna Kacperczyk ustanowiła rekord świata w biegu na 400 m ppł. wynikiem 56,51 s.
- 18 lipca – Mirosław Wodzyński ustanowił rekord Polski w biegu na 110 m ppł. wynikiem 13,58 s.
- 30 lipca – w Oslo, Amerykanin Rick Wohlhuter ustanowił rekord Ameryki Północnej i Środkowej w biegu na 1000 m wynikiem 2:13,9 s. (rekord niepobity od 35 lat).
- 2 września – Bronisława Ludwichowska ustanowił rekord Polski w biegu na 3000 m wynikiem 9:05,2 s.
- 3 września
  - Irena Szewińska ustanowiła rekord Polski w biegu na 100 m wynikiem 11,13 s. (rekord odnotowany przy pomiarze elektronicznym, poprawiony dopiero po 12 latach).
  - Jerzy Hewelt ustanowił rekord Polski w biegu na 400 m ppł. wynikiem 49,79 s.
- 7 września – Bronisław Malinowski ustanowił rekord Polski w biegu na 3000 m z przeszkodami wynikiem 8:15,0 s.
- 5 października – Elżbieta Katolik ustanowiła rekord Polski w biegu na 1500 m wynikiem 4:14,2 s.
- 28 października – polscy siatkarze po raz pierwszy zdobyli mistrzostwo świata, na turnieju w Meksyku wygrali wszystkie 11 spotkań.
- 30 października – Muhammad Ali został mistrzem świata wagi ciężkiej w boksie, pokonując George’a Foremana. Walka odbyła się w Kinszasie, stąd znana jest jako Bungle in the jungle (papranina w dżungli).

## Urodzili się
- 1 stycznia: 
  - Krystian Bala, polski podróżnik, pisarz, morderca
  - Piotr Bała, polski aktor, scenarzysta, reżyser
  - Olga Borys, polska aktorka
  - Clare Calbraith, brytyjska aktorka
- 2 stycznia:
  - Joanna Bodak, polska gimnastyczka artystyczna
  - Helen Clitheroe, brytyjska lekkoatletka, biegaczka średnio- i długodystansowa
  - Ludmila Formanová, czeska lekkoatletka, biegaczka średniodystansowa
- 3 stycznia:
  - Piotr Dziubek, polski muzyk, kompozytor
  - Katie Porter, amerykańska polityk, kongreswoman
  - Shin Eun-jung, południowokoreańska aktorka
  - Pablo Thiam, gwinejski piłkarz, reprezentant Gwinei
  - Jason Sasser, amerykański koszykarz
- 4 stycznia:
  - Krzysztof Dryja, polski koszykarz
  - Flora Montgomery, irlandzka aktorka
- 5 stycznia – Marcin Wójcik, polski artysta kabaretowy
- 7 stycznia:
  - Alenka Bikar, słoweńska lekkoatletka, sprinterka
  - Melly Goeslaw, indonezyjska piosenkarka, autorka tekstów, aktorka
- 8 stycznia
  - Maria Matsuka, grecka polityk
  - Debbie McCormick, amerykańska curlerka
- 10 stycznia:
  - Sabrina Setlur, niemiecka raperka
  - Beata Sokołowska-Kulesza, polska kajakarka
- 11 stycznia:
  - Kim Chambers, amerykańska aktorka pornograficzna
  - Piotr Rocki, polski piłkarz i trener piłkarski (zm. 2020)
- 12 stycznia:
  - Melanie Chisholm, brytyjska piosenkarka
  - Liu Dongfeng, chińska judoczka
  - Arkadiusz Onyszko, polski piłkarz, bramkarz
  - Remigijus Šimašius, litewski polityk, samorządowiec, mer Wilna
  - Séverine Vandenhende, francuska judoczka
  - Arkadiusz Żaczek, polski judoka
- 13 stycznia – Dominika Leśniewicz, polska siatkarka
- 14 stycznia – Arkadiusz Janiczek, polski aktor
- 15 stycznia – Adam Ledwoń, polski piłkarz (zm. 2008)
- 16 stycznia:
  - Mariusz Filipiuk, polski polityk i samorządowiec, starosta bialski
  - Kate Moss, brytyjska modelka
  - Kati Winkler, niemiecka łyżwiarka figurowa
- 18 stycznia:
  - Bartek Chaciński, polski dziennikarz, publicysta
  - Klara, belgijska księżna
  - Krzysztof Pyskaty, polski piłkarz, bramkarz
- 19 stycznia – Benedykt Nocoń, polski piłkarz (zm. 2002)
- 21 stycznia:
  - Malena Alterio, argentyńska aktorka
  - Agnieszka Rylik, polska bokserka
  - Grzegorz Wajda, polski muzyk rockowy
- 22 stycznia:
  - Ava Devine, amerykańska aktorka pornograficzna
  - Joseph Muscat, premier Malty
  - Stephanie Rottier, holenderska tenisistka
- 23 stycznia – Tiffani Thiessen, amerykańska aktorka, reżyserka, modelka
- 24 stycznia:
  - Tomasz Sekielski, polski dziennikarz, autor filmów dokumentalnych, reportaży telewizyjnych i książek
  - Rokia Traoré, malijska piosenkarka, gitarzystka, autorka tekstów
- 25 stycznia:
  - Jacek Chańko, polski piłkarz
  - Emily Haines, kanadyjska piosenkarka, autorka tekstów pochodzenia indyjskiego
- 26 stycznia:
  - Bernard Bocian, polski kolarz szosowy
  - Radka Popowa, bułgarska biathlonistka
- 28 stycznia:
  - Tony Delk, amerykański koszykarz, trener
  - Melody Perkins, amerykańska aktorka, modelka, tancerka
  - Aneta Pieniądz, polska historyk, wykładowczyni akademicka
  - Marta Štefánková, czeska matematyk, wykładowczyni akademicka
  - Kari Traa, norweska narciarka dowolna
  - Dariusz Tworzydło, polski profesor nauk społecznych w dyscyplinie nauki o komunikacji społecznej i mediach
- 29 stycznia: 
  - Arkadiusz Iwaniak, polski samorządowiec, polityk, poseł na Sejm RP
  - Dariusz Zalewski, polski duchowny rzymskokatolicki, biskup pomocniczy ełcki
- 30 stycznia – Christian Bale, brytyjski aktor
  - Olivia Colman, brytyjska aktorka
  - Annemarie Jacir, palestyńska reżyserka, scenarzystka, montażystka i producentka filmowa
  - Paweł Mateńczuk, polski wojskowy, autor książek
  - Robert Piotrkowicz, polski kulturysta, trener, producent filmowy
- 31 stycznia:
  - Kristine Duvholt Havnås, norweska piłkarka ręczna
  - Marianne Haslum, norweska curlerka
  - Mariusz Parlicki, polski poeta, prozaik, eseista, satyryk, krytyk literacki
  - Alina Słabęcka, polska koszykarka
- 2 lutego:
  - Ewa Charska, polska lekkoatletka, sprinterka
  - Radosław Kałużny, polski piłkarz
  - Anna Kiełbusiewicz, polska piosenkarka, malarka (zm. 2003)
- 3 lutego – Dejan Mišković, serbski koszykarz
- 4 lutego – Urmila Matondkar, indyjska aktorka
- 6 lutego:
  - Tomasz Andrukiewicz, polski samorządowiec, prezydent Ełku
  - Helen Casey, brytyjska wioślarka
- 7 lutego:
  - Iwona Guzowska, polska pięściarka, kick-boxerka, polityk, poseł na Sejm RP
  - Emma McLaughlin, amerykańska pisarka
  - Steve Nash, kanadyjski koszykarz
- 8 lutego:
  - Robert Grzywna, polski major pilot (zm. 2010)
  - Kim Murphy, amerykańska aktorka
  - Anna Uryniuk, polska pływaczka
- 9 lutego:
  - Grzegorz Dziubek, polski polityk, samorządowiec, wicewojewoda świętokrzyski, burmistrz Włoszczowy
  - Erra Fazira, malezyjska aktorka, modelka, piosenkarka
  - Krzysia Górniak, polska gitarzystka jazzowa, kompozytorka, aranżerka, producentka muzyczna, filozof
  - Wioletta Grzegorzewska, polska pisarka, poetka
  - François Abeli Muhoya Mutchapa, kongijski duchowny katolicki, biskup Kindu
  - Amber Valletta, amerykańska aktorka, modelka
- 10 lutego – Elizabeth Banks, amerykańska aktorka
- 11 lutego:
  - Nick Barmby, angielski piłkarz
  - Jarosław Brózda, polski samorządowiec i polityk, starosta bełchatowski, wicewojewoda łódzki
  - Sébastien Hinault, francuski kolarz
  - Alex Jones, amerykański dziennikarz
  - Grzegorz Mróz, polski żużlowiec
  - Teemu Salo, fiński curler
  - Jaroslav Špaček, czeski hokeista
  - Ágnes Vadai, węgierska polityk
- 12 lutego – Mary Wagner, kanadyjska filolog, anglistka, romanistka, działaczka antyaborcyjna
- 13 lutego:
  - Kazimierz Karolczak, polski samorządowiec, wicemarszałek województwa śląskiego
  - Ana Patricia Rojo, meksykańska aktorka
  - Robbie Williams, brytyjski piosenkarz muzyki pop
- 14 lutego:
  - Philippe Léonard, belgijski piłkarz
  - Valentina Vezzali, włoska florecistka, polityk
- 15 lutego:
  - Miranda July, amerykańska artystka współczesna, aktorka, reżyserka, scenarzystka, poetka
  - Rafał Kasprów, polski dziennikarz śledczy, przedsiębiorca
  - Gina Lynn, amerykańska aktorka pornograficzna
  - Dominik Życki, polski żeglarz sportowy
- 16 lutego:
  - Mahershala Ali, amerykański aktor
  - Tomasz Kucharski, polski wioślarz, polityk, poseł na Sejm RP
- 17 lutego:
  - Jerry O’Connell, amerykański aktor
  - Bożena Stachura, polska aktorka
- 18 lutego:
  - Altagracia Contreras, dominikańska judoczka
  - Urška Hrovat, słoweńska narciarka alpejska
  - Jewgienij Kafielnikow, rosyjski tenisista
  - Nadine Labaki, libańska aktorka, reżyserka i scenarzystka filmowa
  - Jillian Michaels, amerykańska trenerka osobista, bizneswoman
- 21 lutego:
  - Paweł Krutul, polski menedżer, przedsiębiorca, polityk, poseł na Sejm RP
  - Lee Young-sun, południowokoreańska lekkoatletka, oszczepniczka
  - Wang Chaoli, chińska zapaśniczka
- 22 lutego:
  - James Blunt, brytyjski piosenkarz
  - Dominika Butkiewicz, polska szpadzistka
  - Jacek Dąbrowski, polski piłkarz
  - Kyōko Nagatsuka, japońska tenisistka
- 24 lutego:
  - Vania Beriola, włoska siatkarka
  - Gila Gamli’el, izraelska polityk
  - Anjanette Kirkland, amerykańska lekkoatletka, płotkarka
  - Bonnie Somerville, amerykańska aktorka
  - Eteri Tutberidze, rosyjska łyżwiarka figurowa, trenerka pochodzenia gruzińskiego
- 25 lutego – Dominic Raab, brytyjski polityk, minister spraw zagranicznych
- 26 lutego:
  - Sébastien Loeb, francuski kierowca rajdowy
  - Mia Strömmer, fińska lekkoatletka, młociarka
  - Klementyna Suchanow, polska pisarka, redaktorka, tłumaczka, aktywistka polityczna
  - Irina Vlah, mołdawska prawnik, polityk pochodzenia gagausko-bułgarskiego
  - Wang Shuyan, chińska judoczka
  - Martina Zellner, niemiecka biathlonistka
- 27 lutego:
  - Carte P. Goodwin, amerykański polityk, senator ze stanu Wirginia Zachodnia
  - Wojciech Kamiński, polski koszykarz, trener
- 28 lutego:
  - Christine Adams, niemiecka lekkoatletka, tyczkarka
  - Natalja Karimowa, rosyjska kolarka torowa
  - Cosma Shalizi, amerykański statystyk
- 1 marca:
  - Jakub Karnowski, polski ekonomista, finansista, menadżer
  - Edita Kubelskienė, litewska kolarka torowa i szosowa
  - Marija Manakova, serbska szachistka pochodzenia rosyjskiego
  - Paweł Sowiński, polski historyk, wykładowca akademicki
  - Tomasz Szlendak, polski socjolog, wykładowca akademicki
- 2 marca:
  - Wille Mäkelä, fiński curler
  - Ante Razov, amerykański piłkarz pochodzenia chorwackiego
  - Federica Ridolfi, włoska tancerka
  - Marcos José dos Santos, brazylijski duchowny katolicki, biskup Cornélio Procópio
  - Hayley Taylor, australijska pływaczka
  - Marta Temido, portugalska menedżer służby zdrowia, wykładowczyni akademicka, polityk
- 3 marca:
  - Leyla Birlik, turecka polityk
  - Ada Colau, hiszpańska i katalońska działaczka samorządowa polityk, alkad Barcelony
  - David Faustino, amerykański aktor, scenarzysta i producent filmowy, piosenkarz
  - Maciej Kierzkowski, polski muzyk, członek zespołu Swoją Drogą Trio
- 4 marca:
  - Magdalena Chemicz, polska piłkarka ręczna
  - Miguel Portela de Morais, portugalski rugbysta
- 5 marca:
  - Wawrzyniec Dramowicz, polski perkusista rockowy, metalowy i klasyczny
  - Eliza Hoxha, kosowska piosenkarka
  - Jens Jeremies, niemiecki piłkarz
  - Karina Kuregian, ormiańska tenisistka
  - Grzegorz Lekki, polski piłkarz
  - Eva Mendes, amerykańska aktorka pochodzenia kubańskiego
- 6 marca:
  - Betty Abah, nigeryjska dziennikarka, poetka, działaczka na rzecz praw kobiet i dzieci
  - Jarosław Jakubowski, polski prozaik, dramaturg, poeta, dziennikarz
- 7 marca:
  - Jenna Fischer, amerykańska aktorka
  - Daniel Herberg, niemiecki curler
  - Tomasz Kostuś, polski polityk, poseł na Sejm RP, wicemarszałek województwa opolskiego
- 8 marca:
  - Belem Guerrero, meksykańska kolarka torowa i szosowa
  - Artur Kejza, polski judoka, trener
  - Klára Smolíková, czeska pisarka, publicystka, pedagog
- 9 marca – Sophie Schütt, niemiecka aktorka
- 11 marca:
  - Kate Brian, amerykańska pisarka
  - Iwona Karolewska, polska urzędniczka, działaczka samorządowa, polityk, poseł na Sejm RP
  - Anna Marciniak-Czochra, polska matematyk, wykładowczyni akademicka, profesor
  - Nicola Pederzolli, austriacka snowboardzistka
  - Remigiusz Sobociński, polski piłkarz
- 13 marca:
  - Tatjana Medved, serbska piłkarka ręczna, działaczka sportowa
  - Judith Sargentini, holenderska polityk, eurodeputowana pochodzenia włoskiego
  - Franziska Schenk, niemiecka łyżwiarka szybka
  - Adam Seroczyński, polski kajakarz
  - Naho Toda, japońska aktorka
  - Corinna West, amerykańska judoczka
  - Jaromir Wieprzęć, polski piłkarz, trener
- 14 marca:
  - Teona Strugar Mitewska, macedońska reżyserka i scenarzystka filmowa
  - Grace Park, kanadyjska aktorka
  - Justyna Szafran, polska aktorka, piosenkarka
- 15 marca – Ieva Tāre, łotewska koszykarka
- 16 marca:
  - Kate Allenby, brytyjska pięcioboistka nowoczesna
  - Mario León Dorado, hiszpański duchowny katolicki, prefekt apostolski Sahary Zachodniej
  - Ernest Konon, polski piłkarz, trener
  - Tomasz Piątek, polski pisarz, dziennikarz
  - Michał Sternicki, polski muzyk, harcmistrz
  - Dariusz Wojtaszyn, polski historyk, politolog, wykładowca akademicki
- 17 marca:
  - Marisa Coughlan, amerykańska aktorka
  - Aleksandra Ivošev, serbska strzelczyni sportowa
  - Michał Marecki, polski muzyk, kompozytor, członek zespołu T.Love
  - Piotr Pławner, polski skrzypek
- 18 marca:
  - Jacqueline Galant, belgijska i walońska działaczka samorządowa, polityk
  - Grzegorz Napieralski, polski polityk, poseł na Sejm i senator RP
  - Katherine Tai, amerykańska prawniczka
  - Ludmyła Wajłenko, ukraińska lekkoatletka, tyczkarka
  - Przemysław Wojcieszek, polski scenarzysta, reżyser filmowy i teatralny
- 19 marca:
  - Vida Guerra, amerykańska modelka, aktorka, piosenkarka pochodzenia kubańskiego
  - Hanka Kupfernagel, niemiecka kolarka przełajowa, torowa i szosowa
  - Esther Süss, szwajcarska kolarka górska
- 20 marca:
  - Mattias Asper, szwedzki piłkarz, bramkarz
  - Enrique Cáceres, paragwajski sędzia piłkarski pochodzenia argentyńskiego
  - Sam Dunn, kanadyjski muzyk, reżyser filmowy, antropolog
  - Manuela Lutze, niemiecka wioślarka
  - Andrzej Pilipiuk, polski pisarz, publicysta
  - Carsten Ramelow, niemiecki piłkarz
  - Andy Roberts, angielski piłkarz
  - Arath de la Torre, meksykański aktor
  - Elo Viiding, estońska poetka
- 21 marca:
  - Laura Allen, amerykańska aktorka
  - Radek Divecký, czeski piłkarz
  - Robert Kochanek, polski tancerz
  - Joseph Mawle, brytyjski aktor
  - Regina Schleicher, niemiecka kolarka szosowa
- 22 marca:
  - Marcus Camby, amerykański koszykarz
  - Monika Jeremicz-Siedliska, polska aktorka
  - Kidada Jones, amerykańska aktorka, modelka, projektantka mody
  - Paweł Kaczorowski, polski piłkarz
  - Lucimar de Moura, brazylijska lekkoatletka, sprinterka
  - Novika, polska piosenkarka, autorka tekstów, kompozytorka, prezenterka radiowa
  - Inga Tarnawska, polska lekkoatletka, sprinterka
- 24 marca:
  - Alyson Hannigan, amerykańska aktorka
  - Magdalena Klimek-Ochab, polska biotechnolog, biochemik
  - Zbigniew Konwiński, polski polityk
  - Jacob Lekgetho, południowoafrykański piłkarz (zm. 2008)
  - Izabella Wojczakowska, polska lekkoatletka, oszczepniczka
- 25 marca:
  - Laz Alonso, amerykański aktor
  - Graham Cantwell, irlandzki reżyser filmowy i telewizyjny
  - Jelena Czałych, rosyjska kolarka szosowa i torowa
  - Glenn Garrison, amerykański zapaśnik
  - Andriej Nikoliszyn, rosyjski hokeista pochodzenia ukraińskiego
  - Finley Quaye, brytyjski muzyk i wokalista reggae
  - Ksienija Rappoport, rosyjska aktorka
  - Magdalena Stużyńska-Brauer, polska aktorka
  - Sumiko Yokoyama, japońska biegaczka narciarska
- 26 marca:
  - Diana Kadłubowska, polska aktorka
  - Mykoła Łuczok, ukraiński duchowny katolicki, biskup pomocniczy mukaczewski
  - Renata Piestrzyńska, polska koszykarka
  - Javi Rodríguez, hiszpański futsalista
  - Irina Spîrlea, rumuńska tenisistka
  - Christina Surer, szwajcarska modelka, prezenterka telewizyjna
  - Taribo West, nigeryjski piłkarz
- 27 marca – Marek Citko, polski piłkarz
- 28 marca:
  - Kai Kahele, amerykański polityk, kongresman
  - Marcin Kleiber, polski basista, kontrabasista, klawiszowiec, członek zespołów: Exorcist, Geisha Goner i Dogbite
  - Piotr Mosór, polski piłkarz, trener
  - Johanna Paasikangas-Tella, fińska szachistka
  - Stéphanie Yon-Courtin, francuska prawniczka, działaczka samorządowa, polityk
- 29 marca:
  - Cyril Julian, francuski koszykarz
  - Reni Jusis, polska piosenkarka, kompozytorka, autorka tekstów, producentka muzyczna
  - Sławomira Szpek, polska strzelczyni sportowa
- 30 marca – Shaun Dooley, brytyjski aktor
- 31 marca:
  - Mimi Brănescu, rumuński aktor
  - Otis Hill, amerykański koszykarz
  - Grzegorz Kozłowski, polski urzędnik państwowy, dyplomata
  - Natali, rosyjska piosenkarka, kompozytorka, autorka tekstów
  - Stefan Olsdal, szwedzki basista, członek zespołu Placebo
  - Jani Sievinen, fiński pływak
  - Marco Vicini, włoski siatkarz
- 1 kwietnia:
  - Kim Sasabone, holenderska piosenkarka, tancerka, trenerka fitness pochodzenia brazylijskiego
  - Sandra Völker, niemiecka pływaczka
- 2 kwietnia:
  - Egil á Bø, farerski piłkarz, występuje w barwach klubu EB/Streymur
  - Sylwia Restecka, polska rysowniczka, malarka, twórczyni komiksów i filmów animowanych
- 3 kwietnia:
  - Marcus Brown, amerykański koszykarz
  - Tomasz Plata, polski dziennikarz, teatrolog, pisarz, kurator
  - Dobrosława Szumiło-Kulczycka, polska prawnik, adwokat, wykładowczyni akademicka
- 4 kwietnia:
  - Anja Kopač, słoweńska socjolog, wykładowczyni akademicka, polityk
  - Tomasz Kos, polski piłkarz
- 5 kwietnia:
  - Sandra Bagarić, bośniacka śpiewaczka operowa (sopran), aktorka
  - Katja Holanti, fińska biathlonistka
  - Tomasz Nowakowski, polski prawnik, urzędnik państwowy (zm. 2022)
- 6 kwietnia – Carla Peterson, argentyńska aktorka
- 7 kwietnia – Anna Konik, polska artystka współczesna
- 8 kwietnia:
  - Marcin Gębka, polski kolarz szosowy
  - Chris Kyle, amerykański żołnierz (zm. 2013)
  - Carlos Mazón, hiszpański samorządowiec, polityk, prezydent Walencji
  - Nnedi Okorafor, amerykańska pisarka science fiction i fantasy
  - Lasse Ottesen, norweski skoczek narciarski
  - Tomasz Romaniuk, polski piłkarz
- 9 kwietnia:
  - Jenna Jameson, amerykańska aktorka pornograficzna
  - Anja Nobus, belgijska kolarka przełajowa i szosowa
- 10 kwietnia:
  - Andreas Andersson, szwedzki piłkarz
  - Tom Brewster, szkocki curler
  - Wojciech Olejniczak, polski polityk
- 11 kwietnia:
  - Tricia Helfer, kanadyjska aktorka, modelka
  - Natacha Régnier, belgijska aktorka
  - Riikka Sirviö, fińska biegaczka narciarska
  - Tomasz Wilczek, polski koszykarz, trener
- 12 kwietnia:
  - Elena Bonetti, włoska matematyk, wykładowczyni akademicka, polityk
  - Marley Shelton, amerykańska aktorka
- 13 kwietnia:
  - Marta Jandová, czeska piosenkarka, aktorka, współzałożycielka zespołu rockowego Die Happy, reprezentantka Czech podczas 60. Konkursu Piosenki Eurowizji
  - Hanna Gill-Piątek, polska polityk, działaczka samorządowa, poseł na Sejm RP
- 14 kwietnia:
  - Oksana Dorodnowa, rosyjska wioślarka
  - Sun Fuming, chińska judoczka
  - Rafał Piotrowski, polski piłkarz (zm. 2024)
  - Vít Zvánovec, czeski prawnik, aktywista, bloger, wikipedysta
- 15 kwietnia:
  - Marek Kardoš, słowacki siatkarz, trener
  - Danny Pino, amerykański aktor
  - Douglas Spain, amerykański aktor
  - Dominik Tomczyk, polski koszykarz, trener
- 16 kwietnia
  - Grzegorz Lipiec, polski reżyser i scenarzysta filmowy
  - Oksana Prodan, ukraińska ekonomistka, bizneswoman, polityk
  - Zali Steggall, australijska narciarka alpejska
  - Irene Tinagli, włoska ekonomistka, wykładowczyni akademicka, polityk
  - Michał Wszoła, polski chirurg, transplantolog, proktolog, gastrolog
  - Xu Jinglei, chińska aktorka, piosenkarka, reżyserka filmowa
- 17 kwietnia
  - Victoria Beckham, brytyjska piosenkarka, aktorka, tancerka
  - Stéphanie Cano, francuska piłkarka ręczna
  - Jekatierina Kowalewska, rosyjska szachistka
- 18 kwietnia:
  - Anna Gałecka, polska windsurferka
  - Tomasz Hodana, polski historyk literatury i kultury staroruskiej oraz ukraińskiej
  - Yūko Itō, japońska modelka, aktorka
  - Anna Kociarz, polska aktorka
  - Madeleine Peyroux, amerykańska wokalistka jazzowa, gitarzystka, autorka piosenek
- 19 kwietnia – Artur Chojecki, polski polityk, wojewoda warmińsko-mazurski
- 20 kwietnia
  - Agnieszka Gołębiowska, polska lekkoatletka, biegaczka średniodystansowa
  - Szymon Krzeszowiec, polski skrzypek, pedagog
  - Piotr Markuszewski, polski żużlowiec
  - Joênia Wapixana, brazylijska adwokat, polityk
- 22 kwietnia:
  - Shavo Odadjian, amerykański muzyk pochodzenia ormiańskiego, współzałożyciel i basista grupy System of a Down
  - Magdalena Rzeczkowska, polska urzędniczka państwowa, prawnik, sekretarz stanu w ministerstwie finansów
- 23 kwietnia – Han Dong-kyu, południowokoreański aktor
- 24 kwietnia
  - Jarosław Mamczarski, polski kompozytor, pedagog
  - Bianca Matković, chorwacka polityk
- 25 kwietnia
  - Bartłomiej Brede, polski poeta, autor tekstów piosenek, artysta kabaretowy
  - Karina Kunkiewicz, polska aktorka, prezenterka telewizyjna
  - Ivonne Montero, meksykańska aktorka
- 26 kwietnia
  - Louise Barnes, południowoafrykańska aktorka, modelka
  - Andrzej Pluta, polski koszykarz
- 28 kwietnia:
  - Penélope Cruz, hiszpańska aktorka
  - Małgorzata Dydek, polska koszykarka (zm. 2011)
  - Manuela Michalak, polska osobowość telewizyjna
- 29 kwietnia - Anggun, indonezyjska piosenkarka
- 4 maja – Paulo Murinello, portugalski rugbysta
- 5 maja – Sheri Sam, amerykańska koszykarka, trenerka
- 6 maja:
  - Daniela Bártová, czeska lekkoatletka, tyczkarka
  - Jesús Vidal Chamorro, hiszpański duchowny katolicki, biskup pomocniczy Madrytu
- 8 maja:
  - Hurnet Dekkers, holenderska wioślarka
  - Aleksander Musiałowski, polski reżyser dźwięku, muzyk, kompozytor
  - Jacek Pilch, polski polityk, poseł na Sejm RP
- 10 maja:
  - Jes Brieden, amerykańska piosenkarka, producentka muzyczna, autorka tekstów
  - Séverine Caneele, belgijska aktorka
  - Liu Fang, chińska artystka
  - Aneta Sosnowska, polska lekkoatletka, płotkarka
- 12 maja:
  - Jewhenij Hieller, ukraiński przedsiębiorca, działacz piłkarski, polityk pochodzenia żydowskiego
  - Olga Mielnik, rosyjska biathlonistka
  - Paweł Niedźwiecki, polski kolarz szosowy
  - Barbara Socha, polska menedżer, urzędniczka państwowa
  - Jowelle de Souza, trynidadzko-tobagijska fryzjerka i polityczka
  - Robert Vágner, czeski piłkarz
- 13 maja:
  - Aleksandra Derra, polska filozof, profesor
  - Grzegorz Kiełb, polski samorządowiec, prezydent Tarnobrzega
  - Nicola Martial, gujańska lekkoatletka, trójskoczkini
  - Daniel Odija, polski pisarz, dziennikarz, publicysta, animator kultury
  - Amarilis Savón, kubańska judoczka
- 14 maja
  - Piotr Majchrzak, polski kompozytor
  - Jana Žitňanská, słowacka dziennikarka, polityk, eurodeputowana
- 15 maja
  - Anna Huk, polska nauczycielka, samorządowiec, członek zarządu województwa podkarpackiego
  - Rafał Szałajko, polski aktor filmowy i teatralny
- 16 maja
  - Irina Korżanienko, rosyjska lekkoatletka, kulomiotka
  - Laura Pausini, włoska piosenkarka
  - Sonny Sandoval, amerykański muzyk, wokalista zespołu P.O.D.
- 17 maja
  - Krzysztof Bieryt, polski kajakarz górski
  - Andrea Corr, irlandzka piosenkarka
  - Olivier Janiak, polski dziennikarz, prezenter telewizyjny, konferansjer
  - Wojciech Penkalski, polski przedsiębiorca, polityk, poseł na Sejm RP
- 18 maja
  - Ikke Nurjanah, indonezyjska piosenkarka, aktorka
  - Robert Szpręgiel, polski śpiewak operowy (baryton)
- 19 maja:
  - Majlinda Bregu, albańska socjolog, polityk
  - Ewa Dederko, polska triathlonistka
  - Leszek Pokładowski, polski piłkarz
  - Zdeněk Sedmík, czeski siłacz i judoka
  - Emma Shapplin, francuska śpiewaczka operowa (sopran koloraturowy)
- 20 maja
  - Maria Cyranowicz, polska poetka, krytyk literacki
  - Aleksander Stępkowski, polski prawnik, polityk, podsekretarz stanu w MSZ
- 21 maja
  - Fairuza Balk, amerykańska aktorka
  - Inge Hornstra, australijska aktorka pochodzenia holenderskiego
  - Yvonne Wansart, niemiecka judoczka
- 22 maja:
  - Gordana Kovačević, serbska koszykarka (zm. 2009)
  - Arsenij Jaceniuk, ukraiński polityk, ekonomista i przedsiębiorca
  - Seda Noorlander, holenderska tenisistka
  - Henrietta Ónodi, węgierska gimnastyczka
  - Anna Szarek, polska wiolonczelistka
- 23 maja:
  - Jewel, amerykańska piosenkarka, gitarzystka, autorka tekstów, aktorka, poetka, pisarka
  - Marta Kielczyk, polska dziennikarka, prezenterka radiowa i telewizyjna
  - Mónica Naranjo, hiszpańska piosenkarka
  - Manuela Schwesig, niemiecka polityk
- 24 maja:
  - Florence Baverel-Robert, francuska biathlonistka
  - Adrian Custis, amerykański koszykarz, trener
  - Darina Mifkova, włoska siatkarka
  - María Vento-Kabchi, wenezuelska tenisistka
- 25 maja:
  - Robert Baryła, polski inżynier, samorządowiec, członek zarządu województwa łódzkiego
  - Ilona Ostrowska, polska aktorka
  - Madeleine Thien, kanadyjska pisarka pochodzenia malezyjsko-chińskiego
- 26 maja:
  - Ołena Bondarenko, ukraińska dziennikarka, polityk
  - Tatiani Katrantzi, niemiecka aktorka pochodzenia greckiego
  - Bartosz Muszyński, polski poeta, tłumacz, podróżnik
- 27 maja:
  - Skye Edwards, brytyjska piosenkarka
  - Krzysztof Matyjaszczyk, polski polityk, poseł na Sejm RP, samorządowiec, prezydent Częstochowy
  - Grzegorz Rempała, polski żużlowiec
  - Marjorie Taylor Greene, amerykańska polityk, kongreswoman ze stanu Georgia
  - Agata Zbylut, polska artystka wizualna
- 28 maja – Monika Jarosińska, polska aktorka
- 29 maja:
  - Ewa Kozanecka, polska działaczka związkowa, polityk, poseł na Sejm RP
  - Magdalena Kuźniewska, polska aktorka
  - Gabriela Vergara, kolumbijska aktorka
- 30 maja:
  - Rafał Adamczyk, polski polityk, samorządowiec, poseł na Sejm RP
  - Andry Rajoelina, malgaski polityk, prezydent Madagaskaru
- 31 maja – Tünde Szabó, węgierska pływaczka
- 1 czerwca:
  - Alanis Morissette, kanadyjska piosenkarka
  - Melissa Sagemiller, amerykańska aktorka
- 2 czerwca:
  - Karolina Rosińska, polska aktorka
  - Izabela Zubko, polska poetka
- 3 czerwca:
  - Martín Karpan, argentyński aktor telewizyjny, filmowy i teatralny
  - Arianne Zucker, amerykańska aktorka
- 4 czerwca:
  - Janette Husárová, słowacka tenisistka
  - Marek Krupski, polski aktor, menedżer
  - Stefan Lessard, amerykański basista, członek zespołu Dave Matthews Band
  - Katie Smith, amerykańska koszykarka, trenerka
  - Radosław Witkowski, polski polityk, samorządowiec, poseł na Sejm RP, prezydent Radomia
- 5 czerwca – Barbara Ciszewska-Andrzejewska, polska szpadzistka
- 6 czerwca – Alexandra Krings, austriacka snowboardzistka
- 7 czerwca – Bear Grylls, brytyjski podróżnik, alpinista i popularyzator sztuki przetrwania
- 9 czerwca:
  - Katarzyna Kierzek-Koperska, polska ekonomistka, działaczka samorządowa, polityk, poseł na Sejm RP
  - Jana Nejedly, kanadyjska tenisistka pochodzenia czeskiego
- 11 czerwca:
  - Frangiskos Alwertis, grecki koszykarz
  - Piotr Misiło, polski polityk, menedżer, poseł na Sejm RP
- 12 czerwca – Kerry Kittles, amerykański koszykarz
- 13 czerwca:
  - Selma Björnsdóttir, islandzka piosenkarka, autorka tekstów
  - Wenelina Wenewa-Mateewa, bułgarska lekkoatletka, skoczkini wzwyż
- 14 czerwca:
  - Merche, hiszpańska piosenkarka
  - Joanna Szeszko, polska siatkarka
- 15 czerwca – Manuela Riegler, austriacka snowboardzistka
- 17 czerwca:
  - Lusia Ogińska, polska poetka, publicystka, dramatopisarka, autorka książek dla dzieci, malarka, ilustratorka
  - Aleksandra Polewska, polska pisarka, publicystka
- 18 czerwca - Itziar Ituño, hiszpańska aktorka
- 19 czerwca:
  - Piotr Jankowski, polski aktor
  - Agnès Pannier-Runacher, francuska polityk
- 20 czerwca:
  - Margit Randver, estońska lekkoatletka, tyczkarka
  - Kristina Curry Rogers, amerykańska paleontolog
- 21 czerwca:
  - Natasha Beaumont, australijsko-brytyjska aktorka pochodzenia malezyjskiego
  - Merlakia Jones, amerykańska koszykarka
  - Maggie Siff, amerykańska aktorka pochodzenia żydowskiego
- 22 czerwca – Beata Sadowska, polska dziennikarka i prezenterka telewizyjna
- 23 czerwca:
  - Chris Bradford, brytyjski pisarz
  - Joel Edgerton, australijski aktor
  - Elena Keldibekova, peruwiańska siatkarka
  - Paweł Kryszałowicz, polski piłkarz
  - Sinan Şamil Sam, turecki bokser (zm. 2015)
- 24 czerwca:
  - Klaudia Carlos, polska dziennikarka i prezenterka telewizyjna pochodzenia portugalskiego
  - Robert Kudelski, polski aktor
  - Agata Piszcz, polska kajakarka
- 25 czerwca:
  - Karisma Kapoor, indyjska aktorka
  - Tereza Pergnerová, czeska prezenterka telewizyjna i radiowa, aktorka
- 26 czerwca:
  - Trần Hiếu Ngân, wietnamska taekwondzistka
  - Piotr Król, polski samorządowiec, polityk, poseł na Sejm RP
- 27 czerwca – Krzysztof Hetman, polski polityk, marszałek województwa lubelskiego, europoseł
- 28 czerwca:
  - Manola Diez, meksykańska aktorka
  - Kirsty Mitchell, szkocka aktorka
- 29 czerwca – Andrea Müller, niemiecka lekkoatletka
- 30 czerwca:
  - Kelli Ali, brytyjska piosenkarka
  - Juli Zeh, niemiecka pisarka
- 2 lipca:
  - Moon So-ri, południowokoreańska aktorka, reżyserka, scenarzystka
  - Aleksandra Rej, polska artystka, malarz, grafik
- 3 lipca – Krzysztof Mikuła, polski prawnik, polityk, poseł na Sejm RP
- 4 lipca – Jill Craybas, amerykańska tenisistka
- 5 lipca – Joanna Orleańska, polska aktorka
- 6 lipca – Tomasz Hinc, polski menedżer polityk, wojewoda zachodniopomorski
- 7 lipca:
  - Jennifer Jones, kanadyjska curlerka
  - Liv Grete Poirée, norweska biathlonistka
- 10 lipca – Amber Holland, kanadyjska curlerka
- 11 lipca – Lil’ Kim, amerykańska raperka
- 12 lipca:
  - Sharon den Adel, holenderska wokalistka, członkini zespołu Within Temptation
  - Grzegorz Piotrowski, polski muzyk, kompozytor, producent muzyczny, multiinstrumentalista
  - Marcel Wiercichowski, polski aktor
- 14 lipca:
  - Erick Dampier, amerykański koszykarz
  - Pavlina Nola, nowozelandzka tenisistka pochodzenia bułgarskiego
  - Jolanta Samulewicz, polska strzelczyni sportowa, trenerka
- 15 lipca:
  - Alena Szochan, białoruska brydżystka
  - Ousmane Sonko, senegalski polityk
- 16 lipca:
  - Espido Freire, hiszpańska pisarka
  - Kamil Kiereś, polski trener piłkarski
  - Maret Maripuu, estońska prawniczka, działaczka samorządowa, polityk
- 17 lipca:
  - Dżargaltulgyn Erdenbat, mongolski ekonomista, polityk, premier Mongolii
  - Tonny de Jong, holenderska łyżwiarka szybka
  - Paweł Orleański, polski aktor, prezenter telewizyjny
- 20 lipca:
  - Sasha Carter, kanadyjska curlerka
  - Tosca Musk, południowoafrykańska reżyserka filmowa
- 21 lipca:
  - Merle Kivimets, estońska wszechstronna lekkoatletka
  - Ivana Miličević, amerykańska aktorka, modelka pochodzenia chorwackiego
  - Maciej Namysło, polski aktor, reżyser, animator kultury
  - Seweryn Rzepecki, polski archeolog, wykładowca akademicki
- 22 lipca
  - Maria Mrówczyńska, polska inżynier, profesor, wiceminister
  - Franka Potente, niemiecka aktorka
- 23 lipca:
  - Kathryn Hahn, amerykańska aktorka
  - Robert Kropiwnicki, polski politolog, prawnik, polityk, poseł na Sejm RP
  - Bente Nordby, norweska piłkarka, bramkarka
  - Izabela Puchacz, polska piłkarka ręczna, trenerka
- 24 lipca:
  - Olimpia Ajakaiye, polska aktorka, prezenterka telewizyjna
  - Olivera Jevtić, serbska lekkoatletka, biegaczka długodystansowa
- 25 lipca:
  - Todd Fuller, amerykański koszykarz
  - Daniel Hunt, brytyjski muzyk[1]
  - Grzegorz Skwierczyński, polski dziennikarz, polityk, poseł na Sejm RP
- 27 lipca:
  - Diletta Giampiccolo, włoska zapaśniczka
  - Sandra Klose, niemiecka kolarka górska
  - Krystyna Leśkiewicz, polska gimnastyczka artystyczna
  - Zbigniew Rau, polski policjant, politolog, urzędnik państwowy (zm. 2020)
- 28 lipca – Aleksis Tsipras, grecki polityk, premier
- 29 lipca – Eleni Wasiliu, grecka koszykarka
- 30 lipca:
  - Jacek Dukaj, polski pisarz
  - Hilary Swank, amerykańska aktorka
  - Patryk Wild, polski samorządowiec, wójt gminy Stoszowice, członek zarządu województwa dolnośląskiego
- 31 lipca:
  - Asti (Bakallbashi), albański duchowny prawosławny, biskup pomocniczy Tirany
  - Emilia Fox, brytyjska aktorka
  - Tomasz Jaskóła, polski nauczyciel, polityk, poseł na Sejm RP
  - Andrzej Maj, polski samorządowiec, starosta powiatu kraśnickiego, wicewojewoda lubelski
  - Adam Putnam, amerykański polityk
- 1 sierpnia:
  - Justyna Bąk, polska lekkoatletka, biegaczka
  - Beckie Scott, kanadyjska biegaczka narciarska, mistrzyni olimpijska
- 2 sierpnia:
  - Angie Cepeda, kolumbijska aktorka
  - Tomasz Wójcik, polski polityk, nauczyciel, wicewojewoda zachodniopomorski
- 3 sierpnia – Anna Łukaszewska-Trzeciakowska, polska menedżer, wiceminister
- 5 sierpnia – Kajol, indyjska aktorka
- 6 sierpnia:
  - Ever Carradine, amerykańska aktorka
  - Alexandra Mehnert, niemiecka polityk, eurodeputowana
  - Tomasz Sulej, polski paleobiolog, wykładowca akademicki
  - Jacek Szymczak, polski reżyser, scenarzysta i operator filmowy (zm. 2015)
  - Alvin Williams, amerykański koszykarz, trener
- 7 sierpnia:
  - Iwona Demko, polska artystka wizualna, pedagog
  - Martyna Kliszewska, polska aktorka, malarka
  - Jerzy Michalski, polski aktor musicalowy
  - Katarzyna Wilkowiecka, polska dyplomatka
  - Hanna Wronśka, ukraińska prawnik, polityk
- 8 sierpnia – Aneela, duńska piosenkarka pochodzenia indyjsko-pakistańskiego
- 9 sierpnia – Raphaël Poirée, francuski biathlonista, czterokrotny zdobywca PŚ
- 10 sierpnia:
  - Haifaa al-Mansour, saudyjska reżyserka filmowa, feministka
  - Łukasz Lewandowski, polski aktor
- 11 sierpnia:
  - Tamara van Ark, holenderska działaczka samorządowa, polityk
  - Aneta Borowik, polska historyk sztuki
  - Marie-France Dubreuil, kanadyjska łyżwiarka figurowa
  - Bogdan Jaroszewicz, polski polityk, wiceprezydent Szczecina, członek zarządu województwa zachodniopomorskiego
  - Kira Kener, amerykańska aktorka pornograficzna
  - Kimberly Ribble, kanadyjska judoczka
  - Maryline Salvetat, francuska kolarka przełajowa i szosowa
- 12 sierpnia:
  - Bronisław Foltyn, polski przedsiębiorca, polityk, poseł na Sejm RP
  - Andrej Danko, słowacki prawnik, polityk, przewodniczący Rady Narodowej
  - Loïc Lagadec, francuski duchowny katolicki, biskup Lyonu
  - Wendy Palmer, amerykańska koszykarka
  - Przemysław Wiszewski, polski historyk, wykładowca akademicki
  - Kinga Zielińska, polska językoznawczyni, wykładowczyni akademicka
- 13 sierpnia:
  - Jaye Barnes Luckett, amerykańska wokalistka, autorka tekstów, kompozytorka, producentka muzyczna, liderka zespołu Poperratic(inne języki)
  - Dušan Jelić, serbski koszykarz, posiadający także greckie obywatelstwo
- 14 sierpnia:
  - Marija Konowałowa, rosyjska lekkoatletka, biegaczka długodystansowa
  - Ana Matronic, amerykańska wokalistka, członkini zespołu Scissor Sisters
  - Izyda Srzednicka-Sulowska, polska rzeźbiarka, karykaturzystka, poetka
  - Marieke Westerhof, holenderska wioślarka
- 15 sierpnia – Natasha Henstridge, kanadyjska aktorka, modelka
- 16 sierpnia:
  - Krisztina Egerszegi, węgierska pływaczka
  - Tomasz Frankowski, polski piłkarz, polityk, eurodeputowany
  - Sylwia Kwilińska, polska lekkoatletka, sprinterka
- 17 sierpnia:
  - Marisabel Lomba, belgijska judoczka
  - Tomasz Rachwał, polski naukowiec, nauczyciel akademicki, autor podręczników
  - Renata Szykulska, polska lekkoatletka, trójskoczkini
  - Jacek Wilk, polski adwokat, ekonomista, polityk, poseł na Sejm RP
- 18 sierpnia:
  - Shannon Johnson, amerykańska koszykarka, trenerka
  - Jong Song-ok, północnokoreańska lekkoatletka, maratonka
  - Nicole Krauss, amerykańska pisarka
  - Cruz da Silva, brazylijska lekkoatletka, biegaczka długodystansowa
- 19 sierpnia:
  - Ewa Synowska, polska pływaczka
  - Karol Tylenda, polski rolnik, polityk, członek zarządu województwa podlaskiego
- 20 sierpnia:
  - Amy Adams, amerykańska aktorka
  - Deborah Gravenstijn, holenderska judoczka
  - Adam Korol, polski wioślarz, polityk, minister sportu i turystyki, poseł na Sejm RP
  - Rafał Rutowicz, polski aktor
  - Aneta Szczepańska, polska judoczka
- 21 sierpnia:
  - Christa Belle, amerykańska wokalistka, członkini zespołu Hungry Lucy
  - Katarzyna Dobija, polska lekkoatletka, wieloboistka
- 22 sierpnia:
  - Michał Czachowski, polski gitarzysta flamenco, architekt, publicysta
  - Cory Gardner, amerykański polityk, senator
  - Jenna Leigh Green, amerykańska aktorka, piosenkarka
  - Melinda Page Hamilton, amerykańska aktorka
- 24 sierpnia:
  - Angela Birch, fidżyjska pływaczka
  - Órla Fallon, irlandzka piosenkarka
  - Jennifer Lien, amerykańska aktorka
- 26 sierpnia – Katarzyna Tubylewicz, polska pisarka, tłumaczka, publicystka, kulturoznawczyni
- 27 sierpnia – Jadwiga Emilewicz, polska polityk, minister przedsiębiorczości i technologii
- 30 sierpnia – Camilla Läckberg, szwedzka pisarka
- 31 sierpnia – Alissa White, szwedzka lekkoatletka, tyczkarka
- 1 września:
  - Agnieszka Janiuk, polska astrofizyk, wykładowczyni akademicka
  - Filip Nikolic, francuski piosenkarz, kompozytor i aktor
- 2 września:
  - Łukasz Barczyk, polski aktor, reżyser, scenarzysta, montażysta i producent filmowy
  - Andrzej Górczyński, polski samorządowiec, członek zarządu województwa łódzkiego
  - Yuka Sakurai, japońska siatkarka
  - Sami Salo, fiński hokeista
  - Inari Vachs, amerykańska aktorka pornograficzna
- 3 września:
  - Clare Kramer, amerykańska aktorka
  - Giuseppina Macrì, włoska judoczka
  - Ryszard Niemczyk, polski przestępca
- 4 września:
  - Carmit Bachar, amerykańska wokalistka, członkini zespołu The Pussycat Dolls
  - Sören Bartol, niemiecki polityk
  - Katarzyna Gębala, polska biegaczka narciarska
  - Junko Kanamori, japońska siatkarka
  - Sunday Oliseh, nigeryjski piłkarz
  - José Luís Peixoto, portugalski prozaik, poeta
- 5 września – Małgorzata Kupisz, polska siatkarka
- 6 września:
  - Eryk Lubos, polski aktor
  - Sašo Filipovski, słoweński trener koszykarski
  - Nina Persson, szwedzka wokalistka, autorka tekstów, członkini zespołu The Cardigans
- 7 września:
  - Teresa Czerwińska, polska ekonomistka, polityk, minister finansów
  - Charlotte Girard, francuska prawnik, wykładowczyni akademicka, polityk
- 9 września:
  - Gok Wan, brytyjski stylista, projektant mody i prezenter telewizyjny
  - Lina Brazdeikytė, litewska koszykarka, trenerka
- 10 września:
  - Serena Amato, argentyńska żeglarka sportowa
  - Sandra Cacic, amerykańska tenisistka pochodzenia chorwackiego
  - Michał Łabenda, polski arabista, dyplomata
  - Christina Oertli, niemiecka zapaśniczka
  - Tomasz Terlikowski, polski dziennikarz, publicysta, pisarz, filozof, działacz katolicki
- 11 września – DeLisha Milton-Jones, amerykańska koszykarka
- 12 września:
  - Adam Bielan, polski polityk, europoseł
  - Paweł Chorąży, polski polityk, podsekretarz stanu w Ministerstwie Inwestycji i Rozwoju
  - Cristina Torrens Valero, hiszpańska tenisistka
  - Grzegorz Warchoł, polski gitarzysta basowy i kontrabasista (zm. 2007)
- 14 września:
  - Hicham El Guerrouj, marokański lekkoatleta
  - Iwona Konrad, polska lekkoatletka, płotkarka
- 16 września:
  - Loona, holenderska piosenkarka
  - Wendy Schaeffer, australijska jeźdźczyni sportowa
- 17 września – Rasheed Wallace, amerykański koszykarz
- 18 września – Marcin Zydorowicz, polski urzędnik państwowy, wojewoda zachodniopomorski
- 19 września:
  - Tomasz Krzeszewski, polski tenisista stołowy
  - Damir Mulaomerović, bośniacki koszykarz
  - Victoria Silvstedt, szwedzka modelka, aktorka, piosenkarka
  - Juan Velarde(inne języki), hiszpański pilot
- 20 września:
  - Karina Aznawurian, rosyjska szpadzistka pochodzenia ormiańsko-azerskiego
  - Hanya Yanagihara, amerykańska pisarka, dziennikarka
- 21 września:
  - Aurica Bărăscu, rumuńska wioślarka
  - Daniel Bogusz, polski piłkarz
  - Katharine Merry, brytyjska lekkoatletka, sprinterka
- 22 września – Irina Drăghici, rumuńska szablistka
- 23 września:
  - Małgorzata Krasnodębska-Tomkiel, polska prawniczka, wykładowczyni akademicka, urzędniczka państwowa
  - Ágnes Simon, węgierska biegaczka narciarska
- 24 września:
  - Niels Brinck, duński piosenkarz
  - Kati Wolf, węgierska piosenkarka
- 25 września – Francesco Acquaroli, włoski polityk, prezydent Marche
- 26 września:
  - Sophie Hæstorp Andersen, duńska działaczka samorządowa, polityk, burmistrz Kopenhagi, minister spraw społecznych i mieszkalnictwa
  - Tomasz S. Mielcarek, polski poeta
  - Martin Müürsepp, estoński koszykarz
  - Stacy Westfall, amerykańska jeźdźczyni, trenerka koni
  - Ewa Wieleżyńska, polska tłumaczka
- 28 września:
  - Bogna Burska, polska artystka wizualna, dramatopisarka
  - Assunção Cristas, portugalska prawniczka, wykładowczyni akademicka, polityk
  - Damian Dacewicz, polski siatkarz, trener
  - Marija Kisielowa, rosyjska pływaczka synchroniczna
  - Monika Partyk, polska poetka, autorka tekstów piosenek i pieśni, krytyk i teoretyk muzyczny
  - Martyna Wojciechowska, polska dziennikarka, pisarka, podróżniczka
- 2 października:
  - Michelle Krusiec, amerykańska aktorka pochodzenia tajwańskiego
  - Adrian Kulik, polski basista, członek zespołów Lipali i Tuff Enuff
  - Magdalena Piekorz, polska scenarzystka i reżyserka filmowa i teatralna
- 3 października:
  - Kely Fraga, brazylijska siatkarka
  - Ismet Munishi, kosowski piłkarz, trener
  - Marianne Timmer, holenderska łyżwiarka szybka
- 4 października – Mafalda Arnauth, portugalska pieśniarka fado
- 5 października:
  - Heather Headley, trynidadzko-tobagijska piosenkarka, autorka tekstów, aktorka
  - Bartosz Marczuk, polski dziennikarz, urzędnik państwowy, podsekretarz stanu w Ministerstwie Rodziny, Pracy i Polityki Społecznej
  - Robert Mateja, polski skoczek narciarski
- 6 października – Arkadiusz Bąk, polski piłkarz
- 7 października:
  - Iratxe García Pérez, hiszpańska polityk, eurodeputowana
  - Monika Hilmerová, słowacka aktorka, piosenkarka
  - Bartłomiej Majzel, polski poeta, podróżnik, krytyk muzyczny
  - Allison Munn, amerykańska aktorka
  - Charlotte Perrelli, szwedzka piosenkarka, pisarka, prezenterka telewizyjna
- 8 października:
  - Zoran Zaew, macedoński polityk, premier Macedonii Północnej
  - Rashard Griffith, amerykański koszykarz
- 9 października:
  - Maciej Małecki, polski polityk, sekretarz stanu w Kancelarii Prezesa Rady Ministrów
  - Ling Tang, malezyjska modelka
- 10 października:
  - Jelena Antonowa, rosyjska pływaczka synchroniczna
  - Roberto Fico, włoski polityk, przewodniczący Izby Deputowanych
  - Krzysztof Kaśkos, polski żołnierz (zm. 2004)
  - Lucy Powell, brytyjska polityk
- 11 października:
  - Jerzy Michalak, polski prawnik, samorządowiec, wicemarszałek województwa dolnośląskiego
  - Valerie Niehaus, niemiecka aktorka
- 12 października:
  - Agnieszka Barczak-Oplustil, polska prawnik, wykładowczyni akademicka
  - Arkadiusz Grabowski, polski samorządowiec, polityk, senator RP
  - Stéphanie Gross, niemiecka zapaśniczka
- 13 października:
  - Mariusz Nosal, polski piłkarz
  - Sziraz Tal, izraelska modelka
- 14 października – Jessica Drake, amerykańska aktorka pornograficzna
- 16 października:
  - Aurela Gaçe, albańska piosenkarka
  - Dariusz Pender, polski szermierz, paraolimpijczyk
- 17 października:
  - Leszek Błażyński, polski dziennikarz sportowy
  - Savatheda Fynes, bahamska lekkoatletka, sprinterka
  - Matthew Macfadyen, brytyjski aktor
  - Zbigniew Stonoga, polski przedsiębiorca, videobloger
- 18 października:
  - Wioletta Białk, polska aktorka, śpiewaczka
  - Veronica Brenner, kanadyjska narciarka dowolna
- 19 października – Joy Bryant, amerykańska aktorka
- 21 października:
  - Nikodem Bończa-Tomaszewski, polski menedżer, historyk, publicysta
  - Elżbieta Paszyńska, polska stomatolog, wykładowczyni akademicka
  - Helen Svedin, szwedzka modelka
- 22 października – Joanna Kulska, polska politolog, wykładowczyni akademicka
- 24 października – Catherine Sutherland, australijska aktorka
- 28 października:
  - Nelly Ciobanu, mołdawska piosenkarka
  - Piotr Gawrysiak, polski informatyk, bibliolog
  - Adam Małczyk, polski aktor kabaretowy
  - Joaquin Phoenix, amerykański aktor, wokalista, producent filmowy i telewizyjny
  - Ina-Yoko Teutenberg, niemiecka kolarka szosowa i torowa
  - Dayanara Torres, portorykańska aktorka, piosenkarka, modelka, zdobywczyni tytułu Miss Universe
  - Radosław Zenderowski, polski socjolog, politolog, wykładowca akademicki
- 29 października:
  - Ilze Indriksone, łotewska działaczka samorządowa, polityk
  - Marcin Kaczkan, polski alpinista, himalaista
  - Marcin Murawski, polski altowiolista, dyrygent, dziennikarz, pedagog
- 30 października:
  - C.J. Daugherty, amerykańska dziennikarka śledcza, pisarka
  - Aneta Niestrawska, polska działaczka samorządowa, polityk, wicewojewoda wielkopolski
- 1 listopada:
  - Emma George, australijska lekkoatletka, tyczkarka
  - Nina Proskura, ukraińska wioślarka
- 2 listopada:
  - Barbara Chiappini, włoska modelka, aktorka
  - Nelly, amerykański raper, piosenkarz
  - Zsófia Polgár, węgierska szachistka
- 3 listopada:
  - Tariq Abdul-Wahad, francuski koszykarz
  - Ewa Gorzelak, polska aktorka
  - Ágnes Osztolykán, węgierska działaczka społeczna
  - Agnieszka Szydłowska, polska dziennikarka i prezenterka radiowo-telewizyjna
- 4 listopada:
  - Dorota Bartnik, polska lekkoatletka, płotkarka
  - Zsuzsanna Borvendég, węgierska historyk, polityk, eurodeputowana
  - Louise, brytyjska piosenkarka
  - Robert Meglič, słoweński skoczek narciarski
  - Mirai Yamamoto, japońska aktorka
- 5 listopada:
  - Robert Fraszko, polski hokeista
  - Angela Gossow, niemiecka wokalistka, autorka tekstów, menadżerka muzyczna, członkini zespołu Arch Enemy
  - Alejandra Guerrero Rodríguez, meksykańska szachistka
  - Andrzej Nejman, polski aktor, reżyser, dyrektor teatru
  - Joanna Olesińska, polska lekkoatletka, skoczkini w dal
  - Jane Saville, australijska lekkoatletka, chodziarka
- 7 listopada:
  - Brigitte Foster-Hylton, jamajska lekkoatletka, płotkarka
  - Michelle Kelly, kanadyjska skeletonistka
- 8 listopada:
  - Penelope Heyns, południowoafrykańska pływaczka
  - Masashi Kishimoto, japoński mangista, twórca Naruto
  - Tomasz Świątkiewicz, polski żużlowiec
- 9 listopada:
  - Alessandro Del Piero, włoski piłkarz,
  - Sven Hannawald, niemiecki skoczek narciarski
  - Ryō Kase, japoński aktor
  - Giovanna Mezzogiorno, włoska aktorka
  - Rafał Pazur, polski sztangista
  - Anna Serafińska, polska wokalistka jazzowa, pedagog
  - Maki Tabata, japońska łyżwiarka szybka
- 10 listopada:
  - Alisa Camplin, australijska narciarka dowolna
  - Igor Sypniewski, polski piłkarz (zm. 2022)
  - Artur Żurawik, polski prawnik, sędzia, wykładowca akademicki
- 11 listopada – Leonardo DiCaprio, amerykański aktor
- 12 listopada:
  - Lourdes Benedicto, amerykańska aktorka pochodzenia dominikańsko-filipińskiego
  - Mihona Fujii, japońska autorka komiksów
  - Krzysztof Janczak, polski siatkarz
  - Tamala Jones, amerykańska aktorka
- 13 listopada:
  - Norbert Cieraciew, polski hokeista
  - Kim Director, amerykańska aktorka
  - Arkadiusz Protasiuk, polski pilot wojskowy, politolog (zm. 2010)
  - Jewa Wybornowa, ukraińska szpadzistka
- 14 listopada:
  - Mirna Rajle-Brođanac, chorwacka wioślarka
  - Anna Stera-Kustusz, polska biathlonistka
- 15 listopada:
  - Chad Kroeger, wokalista i gitarzysta rockowego zespołu Nickelback
  - Ingrida Šimonytė, litewska polityk, premier Litwy
- 16 listopada:
  - Michelle Roark, amerykańska narciarka dowolna
  - Agnieszka Wilczyńska, polska wokalistka jazzowa
- 17 listopada:
  - Eunice Barber, francuska lekkoatletka, wieloboistka i skoczkini w dal
  - Leslie Bibb, amerykańska aktorka, modelka
  - Zharick León, kolumbijska aktorka
  - Bronka Nowicka, polska reżyserka teatralna i telewizyjna, poetka
- 18 listopada:
  - Chrisi Biskidzi, grecka wioślarka
  - Chloë Sevigny, amerykańska aktorka pochodzenia francusko-polskiego
  - Petter Solberg, norweski kierowca rajdowy
  - Lia-Olguța Vasilescu, rumuńska działaczka samorządowa, polityk
- 20 listopada – Daniela Anschütz-Thoms, niemiecka łyżwiarka szybka
- 21 listopada – Tomasz Czyszek, polski urzędnik państwowy, dyplomata, ambasador RP na Malcie
- 22 listopada:
  - Meike Babel, niemiecka tenisistka
  - Przemysław Koperski, polski prawnik, samorządowiec, polityk, poseł na Sejm RP
  - Aleksandra Nagórko, polska reżyserka dźwięku, producentka muzyczna
  - Patryk Zakrocki, polski skrzypek, kompozytor
  - Iryna Żukowa, ukraińska siatkarka
- 23 listopada:
  - Maciej Baran, polski pilot rajdowy
  - Katrín Júlíusdóttir, islandzka polityk
  - Aleksandra Kaczkowska, polska dziennikarka muzyczna, prezenterka radiowa i telewizyjna
  - Malik Rose, amerykański koszykarz, komentator sportowy
- 24 listopada – Aylín Mújica, meksykańska aktorka
- 25 listopada – Jimmy Gomez, amerykański polityk, kongresman ze stanu Kalifornia
- 26 listopada:
  - Tammy Lynn Michaels, amerykańska aktorka
  - Cristina Sebastião, brazylijska judoczka
- 27 listopada:
  - Wendy Houvenaghel, brytyjska kolarka torowa
  - Jennifer O’Dell, amerykańska aktorka
- 29 listopada:
  - Pavol Demitra, słowacki hokeista (zm. 2011)
  - Gunnlaugur Jónsson, islandzki piłkarz, trener
  - Lin Chi-ling, tajwańska aktorka, modelka, prezenterka telewizyjna
  - Esther López, hiszpańska siatkarka
  - Mike Penberthy, amerykański koszykarz, trener
  - Armand Ryfiński, polski przedsiębiorca, polityk, poseł na Sejm RP
  - Jan Votava, czeski szachista
  - Branimir Vujević, chorwacki wioślarz
  - Bogusław Wyparło, polski piłkarz, bramkarz
- 30 listopada:
  - Magali Amadei, francuska modelka
  - Hałyna Kruk, ukraińska historyk literatury, poetka, pisarka, tłumaczka
  - Karin Moroder, włoska biegaczka narciarska
- 1 grudnia – Tomasz Robaczyński, polski prawnik i urzędnik państwowy, podsekretarz stanu w Ministerstwie Finansów
- 2 grudnia:
  - Onandi Lowe, jamajski piłkarz
  - Líder Paz, boliwijski piłkarz
  - Bartosz Wierzbięta, polski tłumacz, dialogista, reżyser dubbingu
- 3 grudnia:
  - Messan Ametekodo, togijski piłkarz
  - Ałbena Denkowa, bułgarska łyżwiarka figurowa
  - Louis Gomis, senegalski piłkarz
  - Ľubomír Reiter, słowacki piłkarz
  - Mónika Sánchez, meksykańska aktorka
- 4 grudnia:
  - Manuela Henkel, niemiecka biegaczka narciarska
  - Anke Huber, niemiecka tenisistka
  - Yūko Miyamura, japońska seiyū, aktorka, piosenkarka
  - Reynaldo Parks, kostarykański piłkarz
  - Barbara Sadurska, polska prawniczka, pisarka, scenarzystka
  - Txema, andorski piłkarz
- 5 grudnia – Christelle Daunay, francuska lekkoatletka, biegaczka długodystansowa
- 6 grudnia:
  - Delphine Combe, francuska lekkoatletka, sprinterka
  - Marcin Nowakowski, polski saksofonista, kompozytor
- 7 grudnia – Gianina Vlad, rumuńska lekkoatletka, tyczkarka
- 8 grudnia:
  - Irina Nikułczina, bułgarska biathlonistka
  - Sara Algotsson Ostholt, szwedzka jeźdźczyni sportowa
- 9 grudnia:
  - Michał Cieślak, polski rolnik, polityk, poseł na Sejm RP
  - Wioletta Kulpa, polska polityk, posłanka na Sejm RP
- 10 grudnia:
  - Miloš Vučević, serbski polityk, premier Serbii
  - Meg White, amerykańska multiinstrumentalistka, wokalistka, członkini zespołu The White Stripes
- 11 grudnia:
  - Bogusław Kaczmarczyk, polski aktor
  - Rafał Niżnik, polski piłkarz
  - Sławomir Nowak, polski polityk, poseł na Sejm RP, minister transportu, budownictwa i gospodarki morskiej
  - Tomasz Pięta, polski koszykarz
  - Gete Wami, etiopska lekkoatletka, biegaczka długodystansowa
  - Rafał Zwierz, polski aktor, radca prawny
- 12 grudnia:
  - Beatrix Balogh, węgierska piłkarka ręczna
  - Heather Donahue, amerykańska aktorka
  - Aleksandra Jankowska, polska działaczka samorządowa, polityk, wicewojewoda pomorski
  - Rey Mysterio, meksykański wrestler
  - Torger Nergård, norweski curler
- 13 grudnia:
  - Nick McCarthy, brytyjsko-niemiecki muzyk[2]
- 14 grudnia:
  - Bartłomiej Kałużny, polski okulista, wykładowca akademicki
  - Celina Nowak, polska prawniczka, wykładowczyni akademicka
- 15 grudnia:
  - Antoni Bojańczyk, polski prawnik, wykładowca akademicki
  - Eugeniusz Misztal, polski judoka
  - Agnieszka Odorowicz, polska ekonomistka, urzędniczka państwowa, wiceminister kultury, dyrektor PISF
  - Mariusz Sidorkiewicz, polski dziennikarz
  - Maciej Wydrzyński, polski przedsiębiorca, polityk, poseł na Sejm RP
- 16 grudnia:
  - Rodrigue Akpakoun, beniński piłkarz
  - Salim Aribi, algierski piłkarz
  - Edgardo Simón, argentyński kolarz szosowy i torowy
  - Kanako Otsuji, japońska aktywistka i polityczka
  - Yuan Chao, chiński judoka
- 17 grudnia:
  - Adam Jarubas, polski polityk, samorządowiec, marszałek województwa świętokrzyskiego
  - Sarah Paulson, amerykańska aktorka
- 18 grudnia:
  - Kari Byron, amerykańska prezenterka telewizyjna, rzeźbiarka
  - Janusz Krężelok, polski biegacz narciarski
  - Rah Digga, amerykańska raperka
- 19 grudnia:
  - Katarzyna Kacperczyk, polska urzędniczka państwowa, podsekretarz stanu w Ministerstwie Spraw Zagranicznych
  - Jasmila Žbanić, bośniacka reżyserka
- 20 grudnia – Ewa Bogacz-Wojtanowska, polski naukowiec Uniwersytetu Jagiellońskiego
- 22 grudnia:
  - Dagmar Mair unter der Eggen, włoska snowboardzistka pochodzenia tyrolskiego
  - Ewa Rybak, polska lekkoatletka, oszczepniczka
- 23 grudnia – Krzysztof Milerski, polski raper, członek zespołu Nagły Atak Spawacza
- 24 grudnia:
  - Michał Lesień, polski aktor
  - Marcelo Salas, chilijski piłkarz
- 25 grudnia:
  - Krzysztof Kosiński, polski historyk
  - Christina Scott, brytyjska polityk, gubernator Anguilli
- 26 grudnia – Ewa Pawlikowska, polska zawodniczka karate
- 27 grudnia:
  - Liu Chuang, chińska judoczka
  - Karolina Muszalak, polska aktorka
  - Fumiko Orikasa, japońska aktorka głosowa, piosenkarka
  - Julia Stinshoff, niemiecka aktorka
- 28 grudnia:
  - Lucjan Błaszczyk, polski tenisista stołowy
  - Francesca Dolcini, włoska lekkoatletka, tyczkarka
  - Michèle Rohrbach, szwajcarska narciarka dowolna
- 29 grudnia:
  - Tomasz Bobel, polski piłkarz, bramkarz
  - Andrine Flemmen, norweska narciarka alpejska
  - Twinkle Khanna, bollywoodzka aktorka
  - Agata Mechlińska, polska koszykarka
- 30 grudnia:
  - Adam Bab, polski duchowny rzymskokatolicki, biskup pomocniczy lubelski
  - Tomasz Głogowski, polski polityk
  - Kim Sŏl Song, północnokoreańska polityk
  - Aneta Liberacka, polska dziennikarka, publicystka
  - Johanna Sällström, szwedzka aktorka (zm. 2007)
- data dzienna nieznana: 
  - Andrzej Bęben – polski inżynier, doktor habilitowany
  - Robert Stefanicki – polski prawnik, profesor
  - Jarosław Turkiewicz – polski inżynier, doktor habilitowany
  - Alex Barclay, irlandzka pisarka

## Zdarzenia astronomiczne
- 20 czerwca – całkowite zaćmienie Słońca
- 29 listopada – zaćmienie Księżyca

## Nagrody Nobla
- z fizyki – Martin Ryle, Antony Hewish
- z chemii – Paul J. Flory
- z medycyny – Albert Claude, Christian de Duve, George Palade
- z literatury – Eyvind Johnson, Harry Martinson
- nagroda pokojowa – Eisaku Satō, Seán MacBride
- z ekonomii – Gunnar Myrdal, Friedrich August von Hayek

## Dane statystyczne
- źródło danych: Bank Światowy:
  - Ludność świata: 3 998 759 015
  - Tempo wzrostu liczby ludności: 1,94% na rok
  - Długość życia: 61,4 lat
  - Wskaźnik płodności: 4,15 urodzeń na kobietę
  - Współczynnik umieralności poniżej 5 roku życia: 128,93
  - Zużycie energii na mieszkańca: 1390,35 kg

## Święta ruchome
- Tłusty czwartek: 21 lutego
- Ostatki: 26 lutego
- Popielec: 27 lutego
- Niedziela Palmowa: 7 kwietnia
- Pamiątka śmierci Jezusa Chrystusa: 7 kwietnia
- Wielki Czwartek: 11 kwietnia
- Wielki Piątek: 12 kwietnia
- Wielka Sobota: 13 kwietnia
- Wielkanoc: 14 kwietnia
- Poniedziałek Wielkanocny: 15 kwietnia
- Wniebowstąpienie Pańskie: 23 maja
- Zesłanie Ducha Świętego: 2 czerwca
- Boże Ciało: 13 czerwca